# 제럴드 포드 행정부
제럴드 포드의 제38대 미국 대통령 재임 기간은 리처드 닉슨 대통령의 사임에 따라 1974년 8월 9일 시작되어 1977년 1월 20일 종료되었다. 미시간주 출신의 공화당원인 포드는 스피로 애그뉴의 사임 이후 1973년 12월 6일 부통령으로 임명되었다. 포드는 대통령 또는 부통령으로 선출되지 않고 대통령으로 재임한 유일한 인물이다. 그의 대통령 임기는 1976년 대선에서 민주당의 지미 카터에게 아슬아슬하게 패배한 후 895일 만에 끝났다. 그의 895일간의 대통령 임기는 재임 중 사망하지 않은 모든 미국 대통령 중에서 가장 짧은 기간이다.
포드는 워터게이트 사건의 여파와 베트남 전쟁의 마지막 단계에서 취임했으며, 이 두 사건은 미국 정치 기관에 대한 새로운 환멸을 불러일으켰다. 포드가 취임하면서 처음 한 주요 조치는 워터게이트 사건에서 닉슨의 역할에 대해 사면을 허가한 것이었고, 이는 포드 행정부에 대한 큰 반발을 불러일으켰다. 그는 또한 베트남 전쟁 징집 회피자들을 위한 조건부 사면 프로그램을 만들었다.
포드의 국내 정책 중 상당 부분은 그의 재임 기간 동안 경기 침체를 겪었던 경제에 집중되었다. 처음에는 인플레이션을 퇴치하기 위한 증세를 추진했지만, 포드는 경제 활성화를 위한 감세를 주장했고, 두 건의 감세 법안에 서명했다. 포드 행정부의 외교 정책은 의회의 역할이 증가하고 그에 따라 대통령의 권한이 제한되는 절차적 측면에서 특징지어졌다. 상당한 의회의 반대를 극복하고 포드는 소련과의 닉슨의 데탕트 정책을 계속했다.
1976년 대통령 선거에서 포드는 공화당 보수파의 지도자인 로널드 레이건의 도전을 받았다. 격렬한 예비선거를 거쳐 포드는 1976년 공화당 전당대회에서 간신히 공화당 후보 지명을 얻었다. 총선에서 포드는 일반 투표와 선거인단 투표에서 카터에게 근소한 차이로 패배했다. 역사학자 및 정치 과학자들의 여론 조사에서 포드는 일반적으로 그의 전임자 및 후임자와 마찬가지로 평균 이하의 대통령으로 평가된다.

## 취임

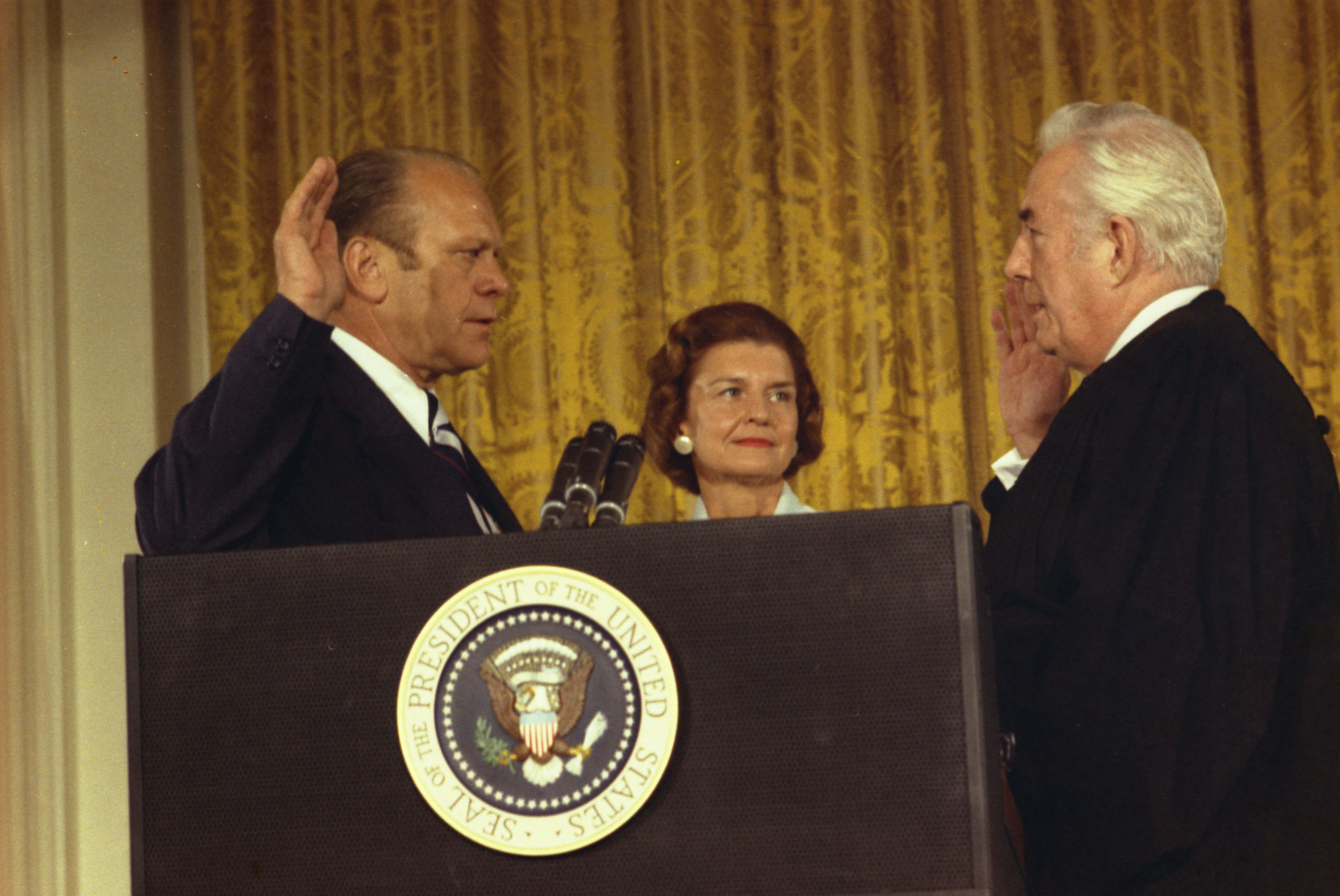
베티 포드가 지켜보는 가운데 대법원장 워런 버거가 백악관 이스트 룸에서 제럴드 포드를 제38대 미국 대통령으로 취임시키고 있다.

리처드 닉슨 대통령과 스피로 애그뉴 부통령으로 구성된 공화당 후보는 1972년 미국 대통령 선거에서 압승을 거두었다. 닉슨의 두 번째 임기는 워터게이트 사건으로 얼룩졌는데, 이는 닉슨 캠페인 그룹이 민주당 전국위원회 본부 침입을 시도하고 그 후 닉슨 행정부가 이를 은폐하려 한 데서 비롯되었다. 워터게이트와 관련 없는 스캔들로 인해 애그뉴 부통령은 1973년 10월 10일 사임했다. 미국 수정 헌법 제25조의 규정에 따라 닉슨은 포드를 애그뉴의 후임자로 지명했다. 닉슨은 당시 하원 소수당 원내대표이자 미시간주 제5선거구 대표였던 포드를 선택했는데, 이는 포드가 저명한 공화당 지도자들 중 가장 쉽게 인준될 것이라는 조언을 받았기 때문이었다. 포드는 의회 양원에서 압도적인 다수의 지지를 받아 인준되었고, 1973년 12월 부통령으로 취임했다.
부통령으로 인준된 후 몇 달 동안 포드는 닉슨 행정부가 침입을 지시하고 이후 이를 은폐하려 했다는 증거가 계속해서 쌓여갔음에도 불구하고 워터게이트와 관련하여 닉슨의 무고를 계속 지지했다. 1974년 7월, 대법원이 닉슨에게 대통령으로서 개최했던 특정 회의 기록을 제출하도록 명령한 후, 미국 하원 사법위원회는 닉슨에 대한 탄핵 절차를 시작하기로 투표했다. 테이프가 공개되어 닉슨이 은폐에 가담했음이 명확히 드러난 후, 닉슨은 8월 8일 포드를 백악관 오벌 오피스로 불러 사임할 것임을 알렸다. 닉슨은 8월 9일 공식적으로 사임하여 포드는 대통령이나 부통령으로 선출되지 않고 미국의 대통령이 된 최초의 인물이 되었다.
백악관 이스트 룸에서 취임 선서를 한 직후, 포드는 전국에 생중계된 연설에서 모인 청중에게 연설했다. 포드는 자신의 지위의 특이성을 언급하며 이렇게 말했다. "나는 여러분이 나를 여러분의 대통령으로 투표하지 않았다는 것을 예리하게 인식하고 있으며, 따라서 여러분의 기도로 나를 여러분의 대통령으로 확인해 주시기를 부탁드립니다." 그는 이어서 다음과 같이 말했다.
나는 이 막중한 책임을 추구하지 않았지만, 회피하지도 않을 것이다. 나를 부통령으로 지명하고 인준한 사람들은 나의 친구였고 지금도 나의 친구들이다. 그들은 양당 출신이었고, 모든 국민에 의해 선출되었으며, 그들의 이름으로 헌법에 따라 행동했다. 그러므로 내가 그들과 여러분에게 모든 국민의 대통령이 되겠다고 맹세하는 것이 당연하다.

## 행정부

### 내각

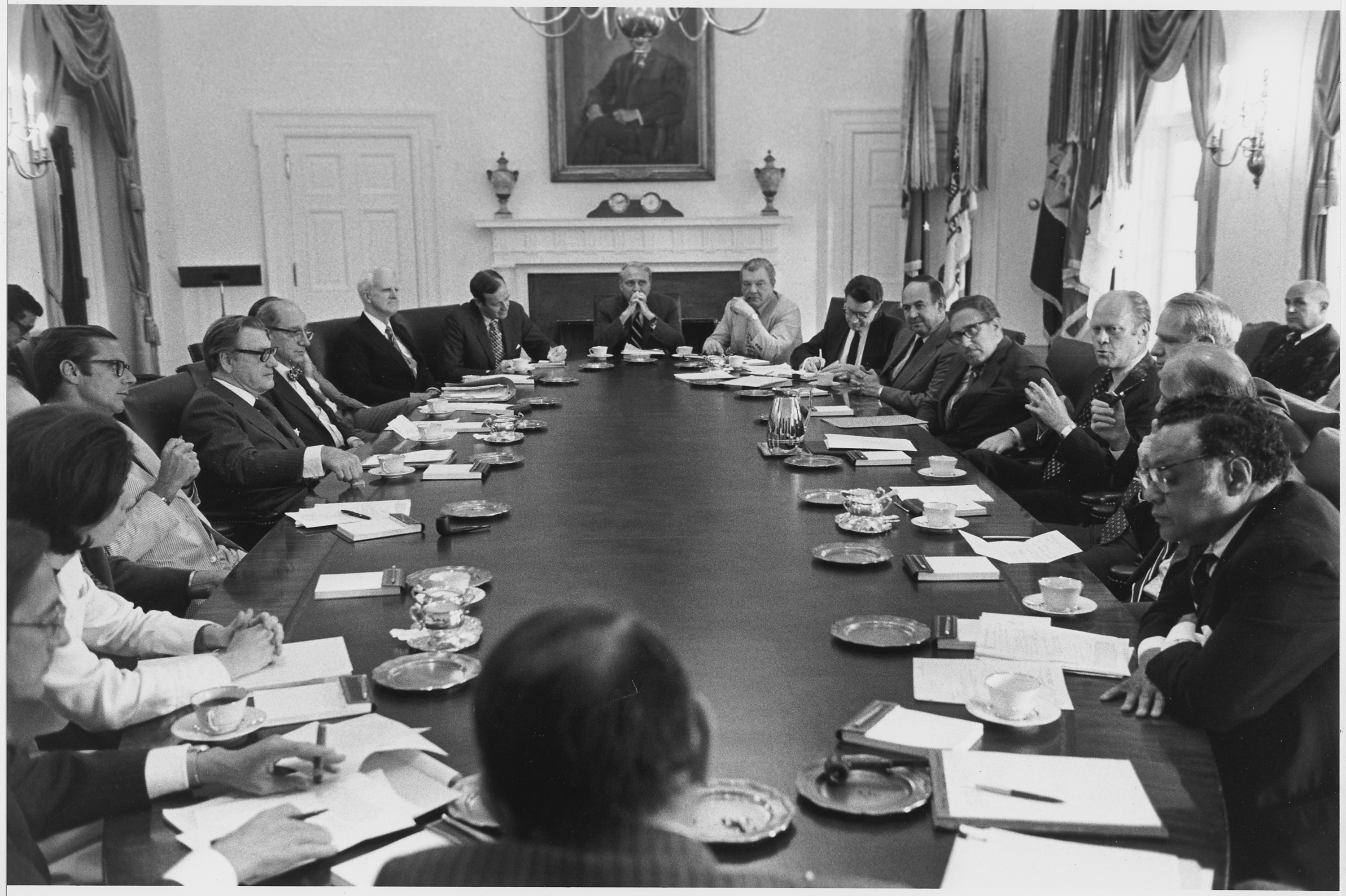
1975년 6월 캐비닛 룸에서 포드 대통령과 그의 내각.

포드는 취임하면서 닉슨의 내각을 물려받았지만, 알렉산더 헤이그 비서실장을 닉슨 밑에서 백악관 고문을 지냈던 도널드 럼즈펠드로 신속히 교체했다. 럼즈펠드와 딕 체니 부비서실장은 포드 행정부에서 가장 영향력 있는 인물 중 한 명이 되었다. 포드는 또한 에드워드 H. 레비를 법무장관으로 임명하여 닉슨 행정부에서 전례 없는 수준으로 정치화되었던 법무부를 정화하도록 지시했다. 포드는 필립 W. 부첸, 로버트 T. 하트만, L. 윌리엄 세이드먼, 존 O. 마시를 내각급 고문으로 영입했다. 포드는 닉슨보다 내각 관료들을 훨씬 더 중요하게 여겼지만, 내각 구성원들은 제2차 세계 대전 이전의 영향력을 되찾지 못했다. 레비, 국무장관 겸 국가안보보좌관 헨리 키신저, 재무장관 윌리엄 E. 사이먼, 국방장관 제임스 R. 슐레진저는 모두 포드 재임 초기에 영향력 있는 내각 관료로 부상했다.
대부분의 닉슨 잔류 내각 인사들은 1975년 가을 포드의 대대적인 개편이 있을 때까지 자리를 유지했는데, 이 조치는 정치 평론가들에 의해 "핼러윈 학살"로 불렸다. 포드는 중앙정보국의 국장으로 조지 H. W. 부시를 임명했고, 럼즈펠드는 국방장관이 되었고 체니는 럼즈펠드의 뒤를 이어 비서실장이 되어 그 직책을 맡은 최연소 인물이 되었다. 이 조치는 로널드 레이건의 예비선거 도전에 맞서 포드의 우익을 강화하기 위한 것이었다. 키신저는 국무장관으로 남아 있었지만, 브렌트 스코크로프트가 키신저의 뒤를 이어 국가안보보좌관이 되었다.

### 부통령직
포드의 대통령 취임으로 부통령직이 공석이 되었다. 1974년 8월 20일, 포드는 당의 자유주의 진영 지도자인 넬슨 록펠러를 부통령으로 지명했다. 록펠러와 텍사스주 출신의 전 하원의원 조지 H. W. 부시가 부통령 지명 후보의 최종 후보였으며, 포드는 록펠러를 선택한 부분적인 이유는 뉴스위크 보도에서 부시가 1970년 상원 선거 캠페인 동안 닉슨의 비자금에서 돈을 받았다는 것이 밝혀졌기 때문이었다. 록펠러는 의회에서 장기간 청문회를 거쳤으며, 키신저를 포함한 고위 보좌관들에게 거액의 선물을 한 것이 드러나 당황스러움을 유발했다. 보수 공화당원들은 록펠러의 선출에 불만을 품었지만, 대부분은 그의 인준에 찬성표를 던졌고, 그의 지명은 하원과 상원 모두를 통과했다. 그는 1974년 12월 19일 미국의 제41대 부통령으로 취임했다. 록펠러가 인준되기 전에는 하원 의장 칼 앨버트가 대통령 계승 순위 다음이었다. 포드는 록펠러에게 행정부 국내 정책 형성에서 중요한 역할을 부여하겠다고 약속했지만 록펠러는 럼즈펠드와 다른 행정부 관료들에 의해 빠르게 배제되었다.

### 행정 특권
닉슨이 자신의 행동에 대한 조사를 막기 위해 행정 특권을 많이 사용한 후, 포드는 그 사용을 최소화하는 데 신중했다. 그러나 그것은 의회 조사를 통제하려는 그의 노력을 복잡하게 만들었다. 정치학자 마크 J. 로젤은 포드의 다음과 같은 결론을 내렸다.
공식적인 행정 특권 정책을 명확히 밝히지 못한 것은 의회에 자신의 입장을 설명하기 어렵게 만들었다. 그는 포드의 행동이 신중했으며, 의회가 인기 없는 특권의 대통령 사용에 도전할 가능성이 있다는 그의 인정을 통해 행정 특권을 침식된 대통령의 특권 목록에서 구해냈을 가능성이 크다고 결론지었다.

## 사법부 임명
포드는 재임 중 대법원에 한 명의 인사를 임명했는데, 윌리엄 O. 더글러스 대법관의 후임으로 존 폴 스티븐스를 임명했다. 더글러스의 은퇴가 임박했음을 알게 된 포드는 레비 법무장관에게 잠재적인 대법원 후보의 짧은 목록을 제출하도록 요청했고, 레비는 스티븐스, 로버트 보크 법무차관, 알린 애덤스 연방 판사를 제안했다. 포드는 논란이 적은 연방 항소법원 판사인 스티븐스를 선택했는데, 이는 상원에서 가장 적은 반대에 직면할 가능성이 높았기 때문이었다. 법원 재임 초기에 스티븐스는 비교적 온건한 투표 기록을 보였지만, 1990년대에는 법원의 자유주의 성향 블록의 리더로 부상했다. 2005년 포드는 "나는 재임 기간에 대한 역사의 평가가 (필요하다면 전적으로) 30년 전 존 폴 스티븐스 대법관을 미국 대법원에 지명한 것에 달려있다고 말할 준비가 되어 있다"고 썼다. 포드는 또한 11명의 미국 항소법원 판사와 50명의 미국 연방지방법원 판사를 임명했다.

## 국내 문제

### 닉슨 사면

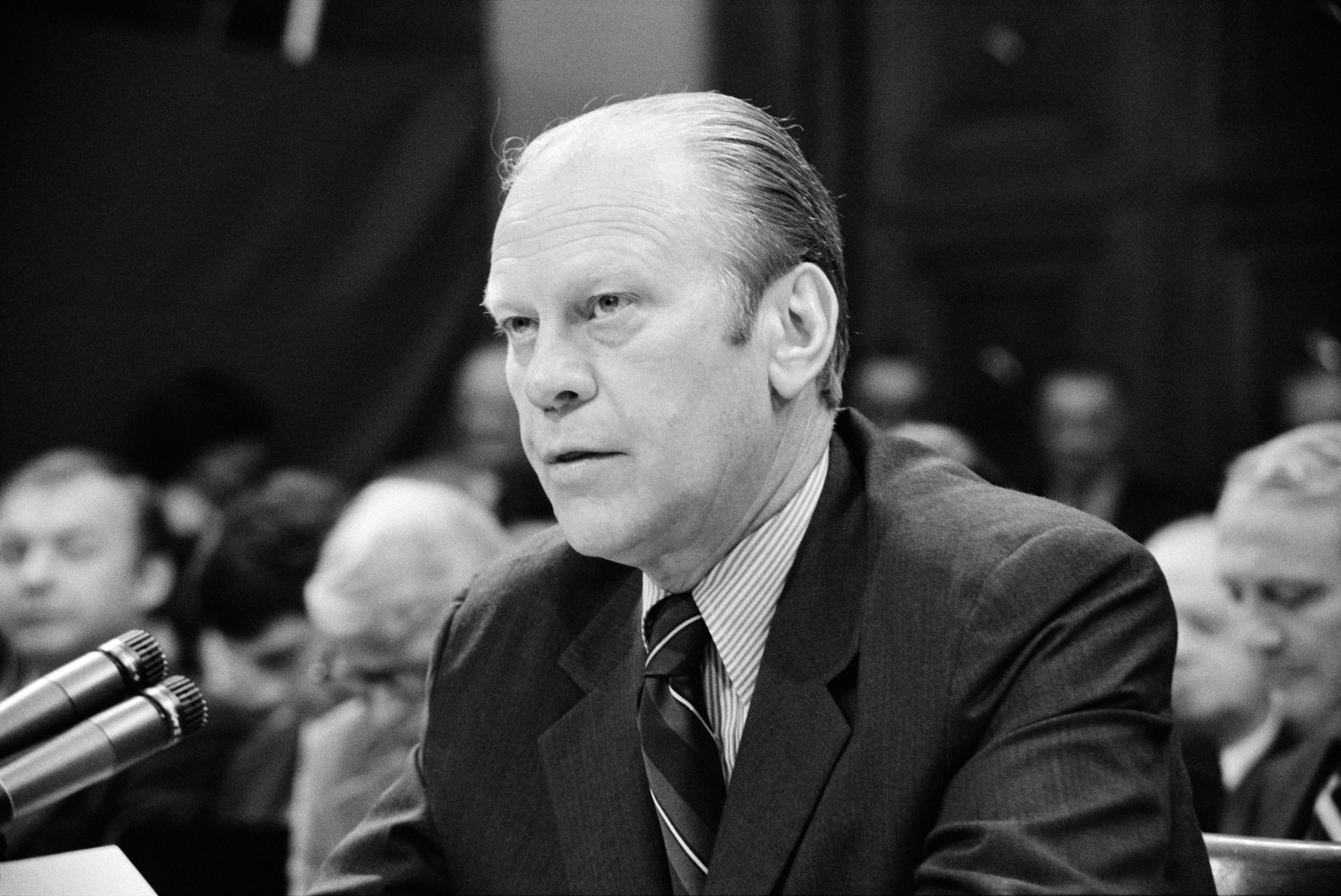
닉슨 사면에 관해 하원 사법소위원회 청문회에 출석한 포드 대통령

베트남 전쟁과 다른 문제들과 함께 워터게이트는 미국인들이 정치 기관에 대한 신뢰를 떨어뜨리는 데 기여했다. 낮은 대중의 신뢰는 포드가 대통령직 인수 기간이나 대통령 선거의 대중적 지지 없이 자신의 행정부를 수립해야 하는 이미 막중한 과제를 더욱 어렵게 만들었다. 포드는 취임 첫 달 동안 폭넓은 인기를 얻었지만, 전 닉슨 대통령의 운명과 관련하여 어려운 상황에 직면했으며, 그의 지위는 포드 행정부를 훼손할 위험이 있었다. 닉슨 재임 마지막 날, 헤이그는 포드가 닉슨을 사면할 가능성을 내비쳤지만, 닉슨과 포드 사이에는 닉슨의 사임 전에 어떠한 합의도 이루어지지 않았다. 그럼에도 불구하고 포드가 취임하자 헤이그와 키신저를 포함한 행정부 내 대부분의 닉슨 잔류 인사들은 사면을 주장했다. 취임 첫 달 동안 포드는 사면과 관련하여 공개적으로 모든 가능성을 열어두었지만, 닉슨에 대한 진행 중인 법적 절차가 그의 행정부가 다른 문제에 대처하는 것을 막을 것이라고 믿게 되었다. 포드는 사면을 발표하기 전에 닉슨으로부터 공개적인 뉘우침 성명을 받아내려 했지만, 닉슨은 거부했다.
1974년 9월 8일, 포드는 닉슨이 대통령 재임 중 미국에 대해 저지른 모든 범죄에 대해 완전하고 무조건적인 사면을 허가하는 포고문 4311호를 발표했다. 전국에 중계된 TV 방송에서 포드는 이 사면이 국가의 최선의 이익을 위한 것이라고 설명하며 닉슨 가족의 상황이 "우리 모두가 한몫을 한 비극이다. 그것은 계속될 수도 있고, 누군가는 끝을 써야만 한다. 나는 나만이 그렇게 할 수 있다고 결론 내렸고, 할 수 있다면 해야만 한다"고 말했다.
닉슨 사면은 큰 논란을 불러일으켰고, 갤럽 여론 조사에 따르면 사면 전 포드의 지지율은 71%에서 사면 직후 50%로 떨어졌다. 비평가들은 이 조치를 비난하며 "부패한 거래"가 두 사람 사이에 이루어졌다고 말했다. 당시 뉴욕 타임스의 사설은 닉슨 사면이 "매우 현명하지 못하고, 분열적이며, 불공정한 행위"였으며, 이는 단번에 새 대통령의 "판단력, 솔직함, 유능함에 대한 신뢰"를 파괴했다고 밝혔다. 포드의 가까운 친구이자 언론 비서였던 제럴드 터호스트는 항의의 표시로 사임했다. 사면은 포드 대통령 재임 기간 내내 그를 따라다녔고, 양당 의원들과의 관계를 손상시켰다. 대부분의 고문들의 조언에 반하여, 포드는 사면에 대한 추가 정보를 요청한 하원 소위원회에 출석하는 데 동의했다. 1974년 10월 17일, 포드는 의회에서 증언했는데, 이는 우드로 윌슨 이후 현직 대통령으로서는 최초였다.
포드가 백악관을 떠난 후, 전 대통령은 닉슨 사면을 사적으로 정당화하기 위해 1915년 대법원 판결인 미국 대 버딕 사건의 일부 문구를 지갑에 가지고 다녔는데, 이 판결은 사면이 유죄 추정을 나타내며, 사면을 받아들이는 것은 그 유죄를 자백하는 것과 같다고 명시했다.

### 징병 회피자에 대한 사면

1974년 오벌 오피스의 포드

베트남 전쟁 중, 징집 대상 연령의 미국 남성 중 약 1%가 등록하지 않았고, 징집된 사람 중 약 1%가 복무를 거부했다. 징집을 거부한 사람들은 "징병 회피자"로 분류되었는데, 많은 사람들이 캐나다로 떠났지만 다른 사람들은 미국에 남았다. 포드는 의회에 있을 때 징병 회피자들에 대한 어떠한 종류의 사면도 반대했지만, 그의 대통령 고문들은 사면 프로그램이 논란이 되는 문제를 해결하고 포드의 대중적 지위를 높이는 데 도움이 될 것이라고 그를 설득했다. 1974년 9월 16일, 닉슨 사면을 발표한 직후, 포드는 베트남 전쟁 징병 회피자들을 위한 대통령 사면 프로그램을 도입했다. 사면 조건은 미국에 대한 충성 재확인과 공공 서비스 직책에서 2년간의 근무를 요구했다. 베트남 전쟁 시대 징병 회피자 및 군 탈영병 귀환 프로그램은 사면 위원회를 설립하여 기록을 검토하고 대통령 사면 및 군 복무 상태 변경에 대한 권고를 하도록 했다. 포드의 사면 프로그램은 대부분의 보수주의자들에게 받아들여졌지만, 완전한 사면 프로그램을 원했던 좌파로부터는 비난을 받았다. 징병 회피자들에 대한 완전한 사면은 나중에 카터 행정부에서 이루어졌다.

### 1974년 중간선거
1974년 의회 중간선거는 포드 취임 후 3개월도 채 되지 않아 치러졌다. 민주당은 유권자의 불만을 하원 선거에서 큰 이득으로 전환하여 공화당으로부터 49석을 빼앗아 435석 중 291석으로 다수당을 더욱 강화했다. 심지어 포드의 이전 하원 의석도 민주당원이 차지했다. 상원 선거에서는 민주당이 100석 중 61석으로 다수당을 늘렸다. 이후의 제94차 미국 의회는 1860년대 앤드루 존슨이 대통령으로 재임한 이후 가장 높은 비율의 거부권을 무효화했다. 그러나 포드의 성공적인 거부권 행사로 인해 아이젠하워 행정부 이후 가장 낮은 연간 지출 증가율을 기록했다. 새로운 "워터게이트 베이비" 계층의 지지를 받은 자유주의 민주당원들은 법안 통과를 용이하게 하기 위한 개혁을 시행했다. 하원은 위원회 위원장을 연공서열이 아닌 비밀 투표로 선출하기 시작하여 일부 보수적인 남부 위원회 위원장들이 해임되었다. 한편 상원은 필리버스터를 종료하는 데 필요한 투표 수를 67표에서 60표로 낮췄다.
포드는 대통령 재임 기간 동안 자유주의 민주당 다수당인 의회와 갈등을 겪었는데, 그는 자서전에서 다음과 같이 회고했다.
1949년 워싱턴에 도착했을 때 트루먼 대통령은 보수 공화당 제80대 의회와 씨름했던 중도 자유주의 민주당원이었다. 그는 돈을 쓰고 싶어 했고, 우리 공화당원들은 아끼고 싶어 했다. 1974년에 나는 자유주의 민주당 의회와 씨름할 보수 중도 공화당원이었다. 대통령은 돈을 아끼고 싶어 했고, 의회는 쓰고 싶어 했다. 글쎄, 트루먼은 의회에서 많은 전투에서 승리했다. 운이 좋으면 나도 그럴 것이다.

### 경제
| 회계 연도 | 수입   | 지출   | 흑자/ 적자 | GDP     | GDP 대비 부채 비율 |
| --------- | ------ | ------ | ---------- | ------- | ------------------ |
| 1975      | 279.1  | 332.3  | –53.2      | 1,606.9 | 24.6               |
| 1976      | 298.1  | 371.8  | –73.7      | 1,786.1 | 26.7               |
| TQ        | 81.2   | 96.0   | –14.7      | 471.7   | 26.3               |
| 1977      | 355.6  | 409.2  | –53.7      | 2,024.3 | 27.1               |
| 참조.     | [ 58 ] | [ 58 ] | [ 58 ]     | [ 59 ]  | [ 60 ]             |

포드가 취임할 무렵, 미국 경제는 1973년 석유 파동과 일본과 같은 국가들의 경쟁 심화 등 다양한 원인으로 인해 스태그플레이션 시기에 접어들었다. 스태그플레이션은 1970년대의 전통적인 경제 이론을 혼란스럽게 했는데, 경제학자들은 일반적으로 경제가 인플레이션과 낮은 경제 성장률을 동시에 겪지 않을 것이라고 믿었기 때문이었다. 저조한 경제 성장률에 대한 전통적인 경제적 해결책, 즉 감세 및 지출 증가,는 인플레이션을 악화시킬 위험이 있었다. 인플레이션에 대한 전통적인 대응책, 즉 증세 및 정부 지출 삭감,은 경제에 해를 끼칠 위험이 있었다. 전후 호황의 종식을 알리는 경제적 어려움은 지배적인 케인스 경제학에 대한 도전을 위한 기회를 만들었으며, 자유방임주의 지지자인 앨런 그린스펀과 같은 인물들이 포드 행정부 내에서 영향력을 얻었다. 포드는 주도권을 잡고 40년의 정통을 버리고 새로운 보수 경제 의제를 도입하며 새로운 경제적 도전에 대처하기 위해 전통적인 공화당 경제학을 적용하려고 노력했다.
포드가 취임할 당시, 그는 잠재적인 경기 침체보다는 인플레이션이 경제에 가장 큰 위협이라고 믿었다. 그는 유통되는 신규 통화량을 줄이는 것이 아니라 사람들이 지출을 줄이도록 장려함으로써 인플레이션을 줄일 수 있다고 믿었다. 1974년 10월, 포드는 미국 국민 앞에 나서서 "Whip Inflation Now" (지금 인플레이션을 때려잡자)라고 요청했다. 이 프로그램의 일환으로 그는 사람들에게 "WIN" 버튼을 착용하도록 촉구했다. 봉사와 희생을 결합하기 위해 "WIN"은 미국인들에게 특히 휘발유와 관련하여 지출과 소비를 줄일 것을 요구했다. 포드는 대중이 프랭클린 D. 루스벨트 대통령이 제2차 세계 대전 중 희생을 요구했던 것에 반응했던 것처럼 이러한 자제 요청에 반응하기를 바랐지만, 대중은 WIN에 회의적인 반응을 보였다. WIN을 발표할 무렵, 포드는 또한 10개 항의 경제 계획을 제안했다. 이 계획의 핵심은 기업과 고소득자에 대한 증세였는데, 포드는 이것이 인플레이션을 억제하고 정부의 재정 적자를 줄이는 데 도움이 될 것이라고 기대했다.
포드의 경제 초점은 국가가 대공황 이후 최악의 경기 침체에 빠지면서 바뀌었다. 1974년 11월, 포드는 제안했던 증세를 철회했다. 두 달 후, 포드는 경제 성장을 촉진하기 위해 160억 달러의 1년 세금 감면과 인플레이션을 피하기 위한 지출 삭감을 제안했다. 단 두 달 만에 증세를 주장하는 것에서 감세를 주장하는 것으로 바꾼 포드는 "태세 전환"으로 인해 큰 비판을 받았다. 의회는 더 깊은 세금 감면과 정부 지출 증가를 시행하는 계획을 통과시키는 것으로 응답했다. 포드는 법안에 거부권을 행사하는 것을 진지하게 고려했지만, 결국 1975년 세금 감면법에 서명하기로 결정했다. 1975년 10월, 포드는 세금 감면과 지출 삭감의 조합을 통해 인플레이션을 퇴치하기 위한 법안을 도입했다. 그해 12월, 포드는 1975년 수입 조정법에 서명했는데, 이 법은 포드가 제안한 수준은 아니었지만 세금 감면과 지출 삭감을 시행했다. 경제는 1976년에 회복되었고, 인플레이션과 실업률 모두 감소했다. 그럼에도 불구하고, 1976년 말까지 포드는 경제 처리 방식에 대한 상당한 불만에 직면했고, 정부는 740억 달러의 적자를 기록했다.

### 록펠러 위원회

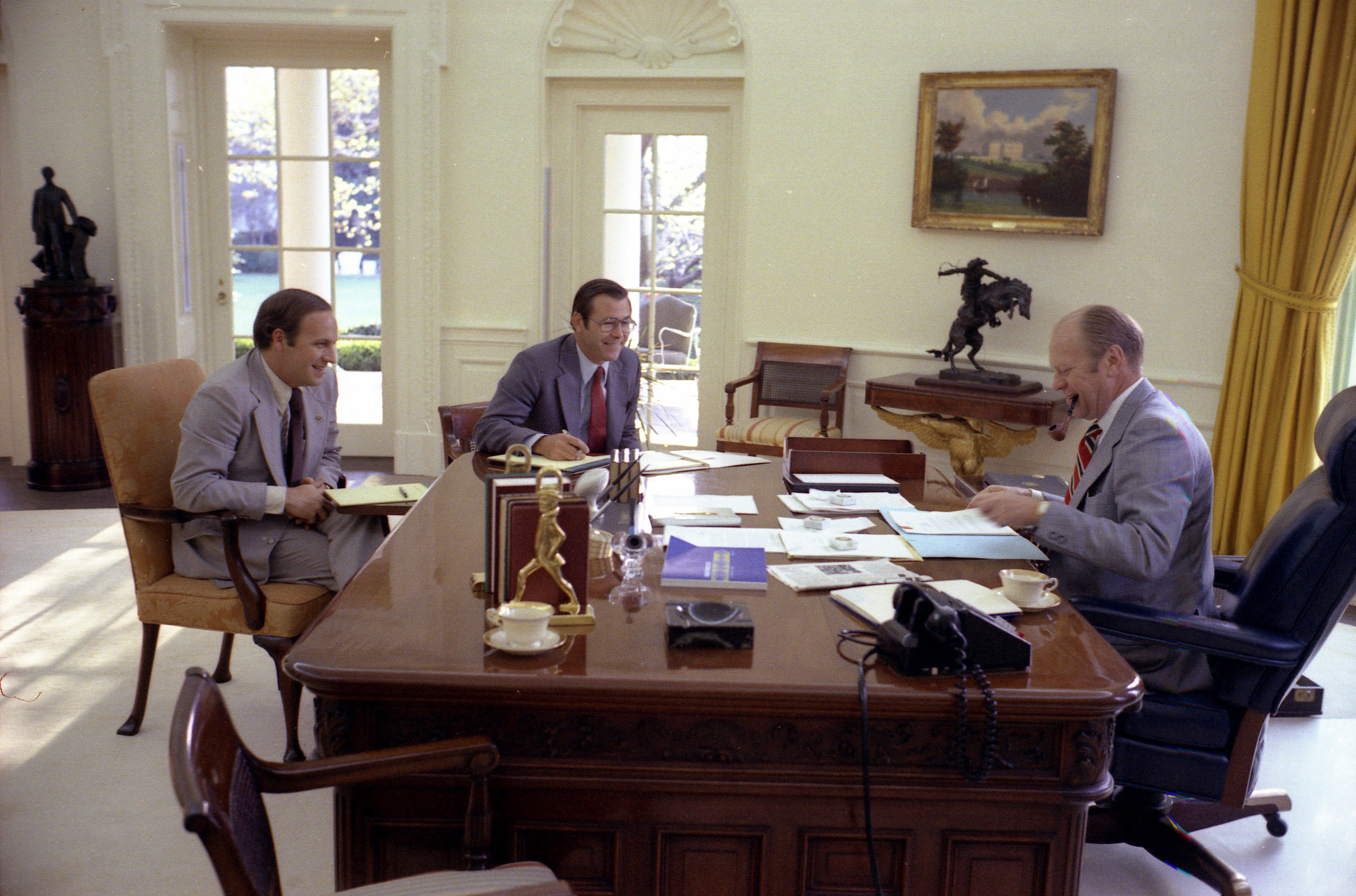
왼쪽부터: 딕 체니, 도널드 럼즈펠드, 포드 대통령 (1975년 오벌 오피스)

포드가 대통령이 되기 전에 중앙정보국(CIA)은 국내 반전 운동가들에 대한 파일을 불법적으로 수집했다. 워터게이트 이후, CIA 국장 윌리엄 콜비는 CIA의 모든 국내 활동에 대한 보고서를 작성했고, 이 보고서의 상당 부분이 1974년 12월 탐사 저널리스트 시모어 허쉬의 기사 출판을 시작으로 공개되었다. 이 폭로는 대중과 의회 의원들 사이에서 분노를 불러일으켰다. CIA를 조사하고 개혁하라는 압력이 커지자 포드는 록펠러 위원회를 설립했다. 록펠러 위원회는 대통령 위원회가 국가 안보 기관을 조사하기 위해 설립된 최초의 사례였다. 1975년 6월에 제출된 록펠러 위원회 보고서는 일반적으로 CIA를 옹호했지만, "CIA가 비판받아야 하고 다시는 발생해서는 안 되는 일부 활동에 관여했다"고 언급했다. 언론은 CIA의 암살 계획에 대한 섹션을 포함하지 않은 것에 대해 위원회를 강력히 비판했다. 상원은 프랭크 처치 상원 의장이 이끄는 자체 위원회를 만들어 CIA 남용을 조사했다. 포드는 처치 위원회가 당파적인 목적으로 사용될 것을 우려하여 기밀 자료를 넘겨주는 것을 거부했지만, 콜비는 위원회에 협력했다. 처치 위원회 보고서에 대한 응답으로, 의회 양원은 정보 기관을 감독하기 위해 특별 위원회를 설립했다.

### 환경
닉슨 시대부터 환경 운동가들, 특히 환경보호청 국장 러셀 E. 트레인의 좌절감 때문에, 환경주의는 포드 시대에는 주변적인 문제였다. 토머스 S. 클레페 내무장관은 연방 토지에 대한 환경 보호를 폐지하려 했던 서부 목축업자 및 기타 단체의 운동인 "세이지브러시 반란"의 지도자였다. 그들은 연방 법원에서 반복적으로 패배했고, 가장 주목할 만한 것은 1976년 대법원 판결인 클렙 대 뉴멕시코 사건이었다. 포드의 성공에는 두 개의 국립 기념물, 여섯 개의 역사 유적지, 세 개의 역사 공원, 두 개의 국립 보호 구역 추가가 포함된다. 이들 중 논란의 여지가 있는 것은 없었다. 국제 분야에서는 캐나다, 멕시코, 중국, 일본, 소련 및 여러 유럽 국가들과의 조약 및 협정에 멸종 위기종 보호 조항이 포함되었다.

### 사회 문제
포드와 그의 아내는 1972년 주 정부 인준을 위해 제출된 제안된 헌법 수정안인 평등권 수정안 (ERA)의 노골적인 지지자였다. ERA는 성별에 관계없이 모든 시민에게 동등한 권리를 보장하기 위해 고안되었다. 포드의 지지에도 불구하고 ERA는 필요한 수의 주 의회의 비준을 얻지 못했다.
대통령으로서 포드의 낙태에 대한 입장은 "50개 주 각각이 선택할 수 있도록 허용하는 연방 헌법 수정안을 지지한다"는 것이었다. 이는 1973년 대법원 판례인 로 대 웨이드 사건에 대한 그의 하원 소수당 원내대표로서의 입장이기도 했으며, 그는 이에 반대했다. 포드는 1975년 그의 아내 베티가 60분 인터뷰에서 로 대 웨이드 사건이 "정말 훌륭한 결정"이라고 말한 것에 대해 비판을 받았다. 그의 말년에는 포드는 친낙태 입장을 취했다.

### 선거 자금
1972년 선거 이후, 좋은 정부 단체인 커먼 코즈는 의회에 선거 자금법을 개정하여 정치 캠페인에서 돈의 역할을 제한하도록 압력을 가했다. 1974년, 의회는 연방선거운동법 개정안을 승인하여 선거 자금법을 감독하기 위한 미국 연방선거위원회를 설립했다. 이 개정안은 또한 대통령 선거에 대한 공공 자금 조달 시스템을 구축하고, 선거 기부금의 규모를 제한하며, 후보자가 자신의 캠페인에 사용할 수 있는 금액을 제한하고, 거의 모든 선거 기부금의 공개를 요구했다. 포드는 마지못해 1974년 10월 이 법안에 서명했다. 1976년 버클리 대 발레오 사건에서 대법원은 정치 후보의 자금 조달 한도를 뒤집었는데, 이는 이러한 제한이 표현의 자유 권리를 침해한다고 판단했다. 1970년대의 선거 자금 개혁은 정치에서 돈의 영향력을 줄이는 데 대체로 성공하지 못했는데, 더 많은 기부금이 정치활동위원회와 주 및 지역 정당 위원회로 이동했기 때문이었다.

### 대중학교 인종차별 철폐를 위한 법원 명령 버싱
1971년, 미국 대법원은 스완 대 샬럿 메클렌버그 교육위원회 사건에서 "버스 등하교는 인종차별 철폐 목적을 위한 허용 가능한 도구였다"고 판결했다. 그러나 닉슨 행정부 말기, 대법원은 밀리켄 대 브래들리 사건에서 지방 법원이 도시와 교외 시스템을 가로지르는 버싱을 명령할 수 있는 능력을 크게 제한했다. 이는 불만을 품은 백인 가족들이 교외로 이사하면 중앙 도시 학교의 분리 문제에 대한 법원 명령에 도달할 수 없다는 것을 의미했다. 미시간주 지역을 대표했던 포드는 항상 학교 분리 철폐라는 목표는 지지했지만, 이를 달성하기 위한 수단으로서 법원 명령에 따른 강제 버싱에는 반대하는 입장을 취했다. 대통령으로서 서명한 첫 번째 주요 법안에서, 포드의 타협안은 온건한 버싱 반대 법안으로 일반 대중을 설득하는 것이었다. 그는 버싱 반대 폭력을 비난하고 학교 분리 철폐라는 이론적 목표를 지지했으며 헌법을 수호하겠다고 약속했다. 이 문제는 사라지지 않고 오히려 악화되어 몇 년 동안 전면에 남아 있었다. 보스턴에서는 긴장이 폭발했고, 도시 경계 내의 노동 계급 아일랜드계 동네는 흑인 어린이들을 자신들의 학교로 강제 버싱하는 법원 명령에 격렬하게 저항했다.

### 기타 국내 문제
1975년 뉴욕시가 파산 위기에 처했을 때, 시장 에이브러햄 비움은 포드의 연방 구제금융 지원을 얻는 데 실패했다. 이 사건은 뉴욕의 데일리 뉴스의 유명한 헤드라인 "포드, 시에 죽으라고 말하다"를 낳았는데, 이는 포드가 "뉴욕시에 대한 연방 구제금융을 요구하는 어떤 법안에도 단호히 거부권을 행사할 것"이라고 선언한 연설을 언급한 것이었다. 다음 달인 1975년 11월, 포드는 입장을 바꾸어 의회에 뉴욕시가 워싱턴 DC에서 부과한 더욱 긴축적인 예산에 동의한다는 조건으로 연방 대출을 승인해 줄 것을 요청했다. 1975년 12월, 포드는 뉴욕시에 23억 달러의 대출을 제공하는 법안에 서명했다.
긴축 예산 시대에 궁극적으로 프로그램이 어떻게 재정적으로 지원될지에 대한 그의 우려에도 불구하고, 포드는 미국 전역에 특수교육을 확립한 1975년 모든 장애 아동 교육법에 서명했다. 포드는 법안 서명 시 "우리의 장애 아동들을 위한 완전한 교육 기회에 대한 강력한 지지"를 표명했다.
포드는 잠재적인 돼지 인플루엔자 팬데믹에 직면했다. 1970년대 초, H1N1 인플루엔자 바이러스는 주로 돼지에게 영향을 미치던 형태의 독감에서 인간에게 넘어왔다. 1976년 2월 5일, 육군 포트 딕스 신병이 의문의 죽음을 맞았고 동료 군인 4명이 입원했으며, 보건 당국은 "돼지독감"이 원인이라고 발표했다. 얼마 후, 포드 행정부의 공중 보건 관계자들은 미국 내 모든 사람이 백신을 맞도록 촉구했다. 백신 프로그램은 지연과 홍보 문제로 어려움을 겪었지만, 1976년 12월 프로그램이 취소될 때까지 인구의 약 25%가 백신을 접종했다. 이 백신은 25명의 사망과 관련이 있다고 알려졌다.

## 외교

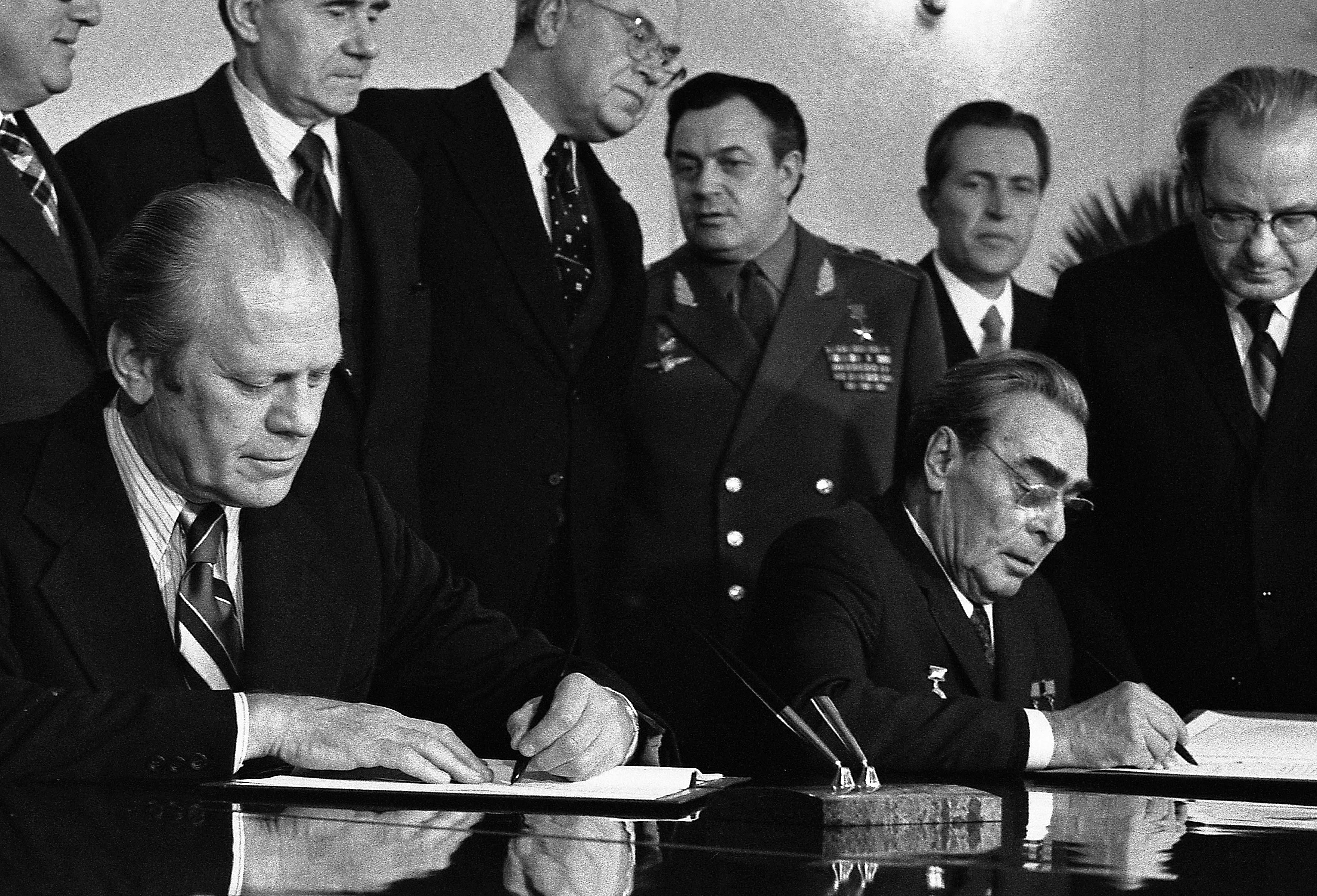
포드는 1974년 11월 블라디보스토크 정상회담에서 소련 지도자 레오니트 브레즈네프와 만나 SALT 조약에 대한 공동 성명에 서명했다.

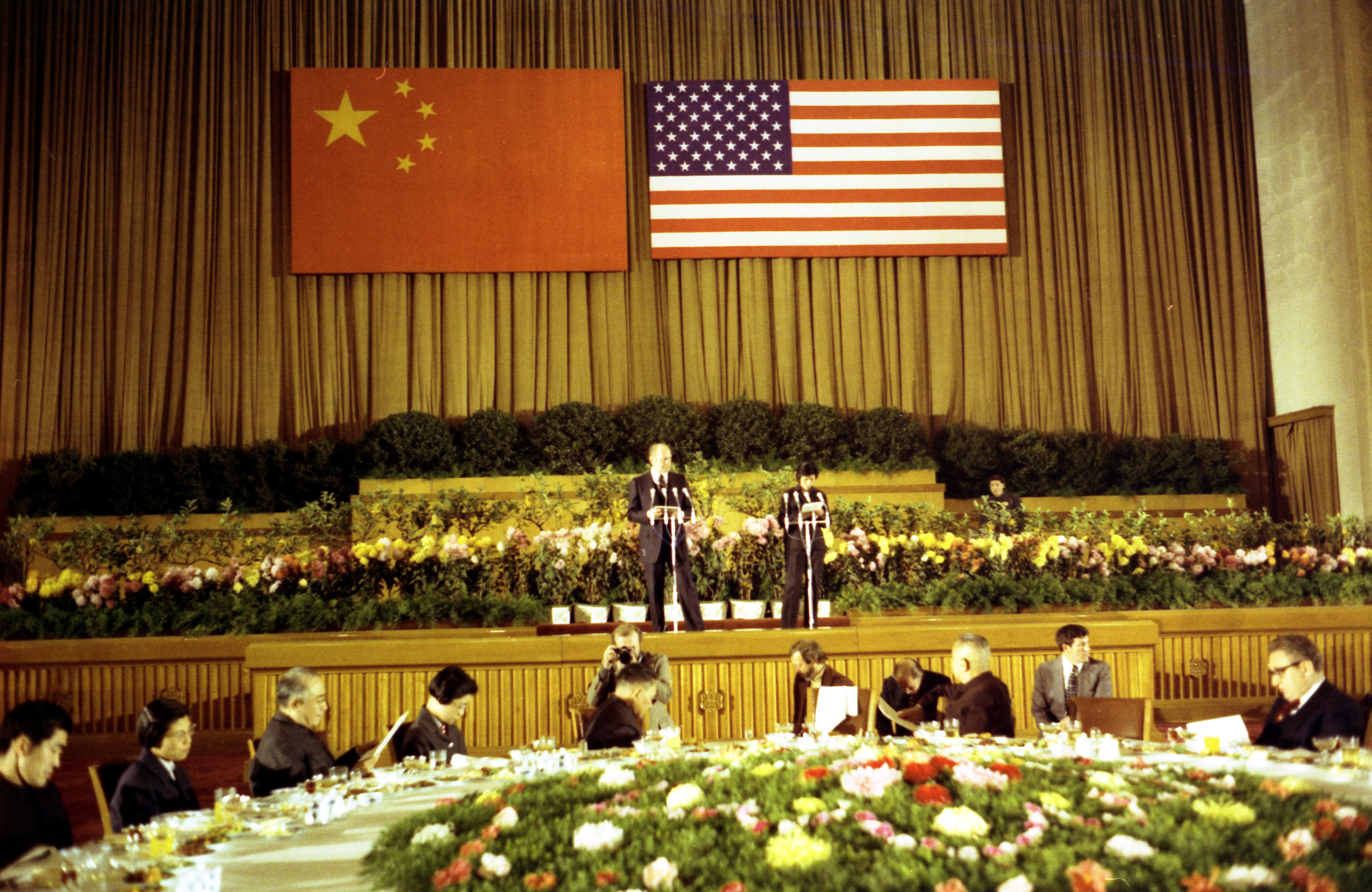
1975년 12월 4일 베이징에서 열린 상호 만찬에서 연설하는 포드.

포드는 소련과 중국과의 닉슨의 데탕트 정책을 계속하여 냉전의 긴장을 완화했다. 그렇게 함으로써 그는 1970년대 초 외교 문제에서 점점 더 주도적인 역할을 하게 된 의회 구성원들의 반대를 극복했다. 이러한 반대는 헨리 M. 잭슨 상원 의원이 주도했는데, 그는 잭슨-배닉 수정안 통과를 통해 미-소 무역 협정을 무산시켰다. 닉슨의 1972년 중국 방문으로 시작된 중국과의 해빙 관계는 1975년 12월 또 다른 대통령 방문으로 강화되었다.
소련과의 무역 협정이 결렬되었음에도 불구하고 포드와 소련 지도자 레오니트 브레즈네프는 닉슨 시절 시작된 전략 무기 제한 협상을 계속했다. 1972년 미국과 소련은 각국의 핵무기 보유 상한선을 설정한 SALT I 조약을 체결했다. 포드는 1974년 11월 블라디보스토크 정상회담에서 브레즈네프를 만나 또 다른 SALT 조약의 틀에 합의했다. 잭슨이 이끄는 데탕트 반대파는 포드가 퇴임할 때까지 상원의 조약 심의를 지연시켰다.

#### 헬싱키 협정
포드가 1974년 8월 취임했을 때, 유럽 안보 협력 회의(CSCE) 협상은 핀란드 헬싱키에서 거의 2년 동안 진행 중이었다. 협상 내내 미국 지도자들은 이 과정에 참여하지 않고 무관심했다. 키신저는 1974년 포드에게 "우리는 결코 그것을 원하지 않았지만 유럽인들과 함께했다... 그것은 무의미하다. 그것은 단지 좌파를 위한 전시용이다. 우리는 그것에 동의하고 있다"고 말했다. 1975년 8월 헬싱키 최종 의정서의 협상 완료 및 서명에 앞서 몇 달 동안 동유럽계 미국인들은 이 협정이 동유럽에 대한 소련의 지배와 발트 3국의 소련 영구 편입을 의미할 것이라는 우려를 표명했다. 포드 대통령이 헬싱키로 떠나기 직전, 그는 동유럽계 미국인 대표단과 회담을 갖고 발트 3국에 대한 미국 정책이 변경되지 않을 것이며, 오히려 국제법을 위반하는 영토 병합을 부정하고 국경의 평화적인 변화를 허용하므로 강화될 것이라고 단호히 밝혔다.
미국 대중은 헬싱키 최종 의정서로 인해 발트 3국에 대한 미국 정책이 변경되지 않을 것이라는 확신을 가지지 못했다. 사방에서 쏟아지는 항의에도 불구하고 포드는 헬싱키 협정에 서명하기로 결정했다. 국내 비판이 거세지자 포드는 헬싱키 협정에 대한 지지를 유보했는데, 이는 그의 외교 정책 위상을 전반적으로 약화시키는 결과를 초래했다. 포드가 동유럽에 대한 소련의 지배를 암묵적으로 인정한 것으로 비난받았지만, 인권에 대한 새로운 강조는 궁극적으로 1980년대 동구권의 약화에 기여하고 1989년 붕괴를 가속화했다.

### 베트남

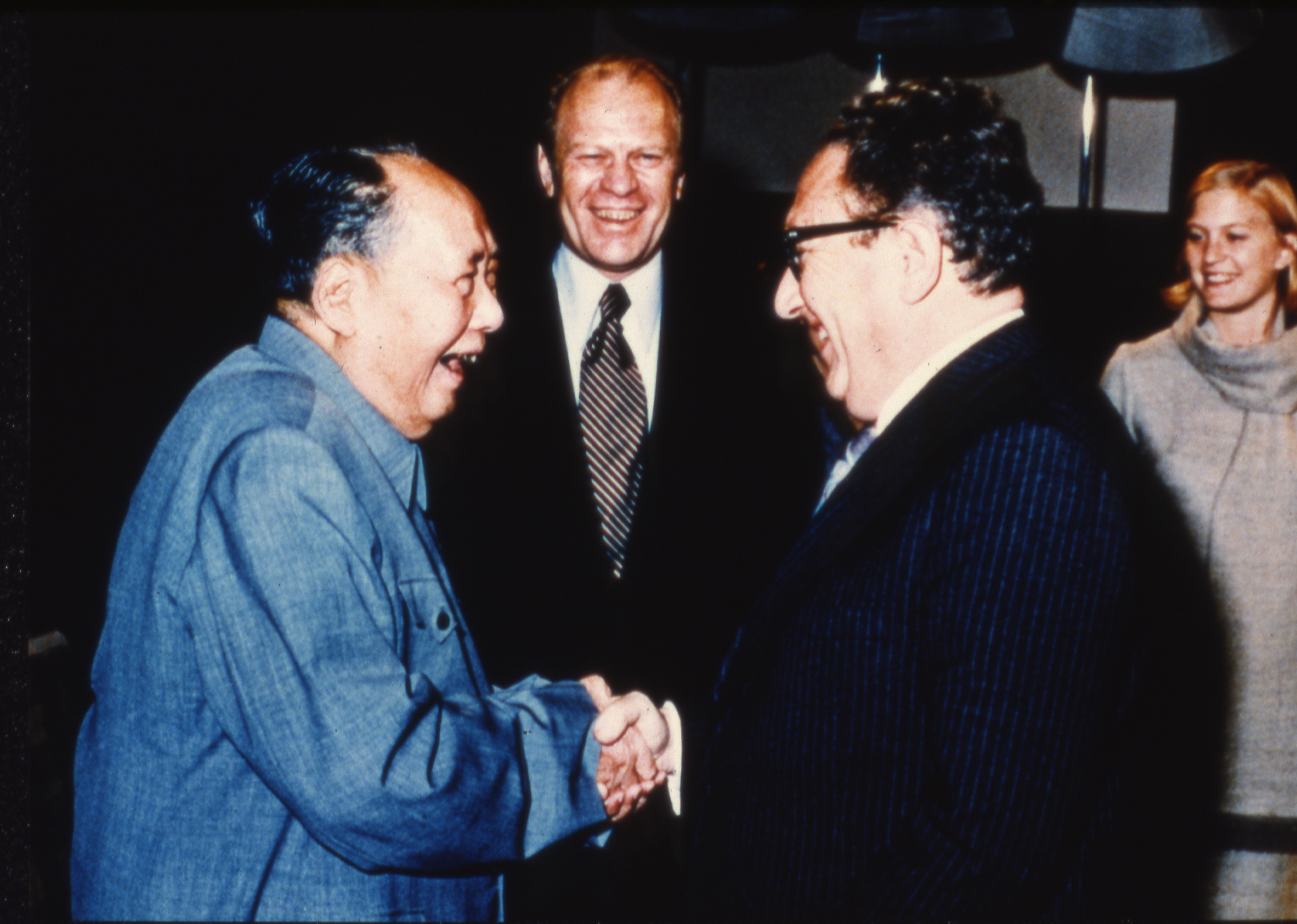
1975년 12월 2일, 마오쩌둥과 악수하는 헨리 키신저를 지켜보는 포드와 그의 딸 수잔

포드의 가장 큰 도전 중 하나는 진행 중인 베트남 전쟁을 다루는 것이었다. 북베트남에 대한 미국의 공세 작전은 1973년 1월 27일 서명된 파리 평화 협정으로 종료되었다. 이 협정은 북베트남과 남베트남 전역에 휴전을 선포하고, 미국인 전쟁 포로의 석방을 요구했다. 이 협정은 베트남의 영토 보전을 보장했으며, 1954년 제네바 회의와 마찬가지로 남북한의 총선을 요구했다. 응우옌반티에우 남베트남 대통령은 최종 협상에 참여하지 않았고, 제안된 협정을 공개적으로 비판했지만, 닉슨과 키신저의 압력으로 협정에 서명했다. 닉슨은 남베트남 대통령에게 보낸 여러 서한에서 북베트남이 협정을 위반할 경우 미국이 티에우 정부를 방어할 것이라고 약속했다.
1973년 초 미군 대부분이 철수한 후에도 베트남에서는 전투가 계속되었다. 1975년 초 북베트남군이 진격하자 포드는 의회에 닉슨 행정부가 약속했던 남베트남에 대한 7억 2천 2백만 달러의 원조 패키지를 승인해 줄 것을 요청했다. 의회는 큰 차이로 이 제안에 반대하는 투표를 했다. 제이콥 K. 재비츠 상원 의원은 "대규모 대피 자금은 지원하겠지만, 군사 원조에는 한 푼도 주지 않겠다"고 말했다. 티에우는 1975년 4월 21일 사임하면서, 그의 국가의 몰락을 미국의 지원 부족 탓으로 공개적으로 돌렸다. 이틀 후인 4월 23일, 포드는 툴레인 대학교에서 연설하며 베트남 전쟁이 "...미국에 관한 한" 끝났다고 발표했다.

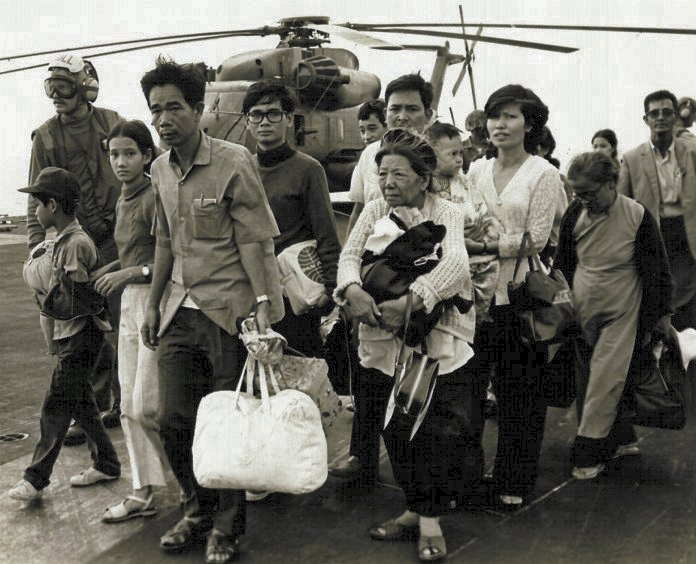
프리퀀트 윈드 작전 중 미 해군 함정에 도착하는 남베트남 난민들

북베트남군이 남베트남의 수도 사이공으로 진격하자, 포드는 미군 요원의 철수를 명령하는 한편, 미군이 공산주의 진격으로부터 탈출을 원하는 다른 사람들을 돕도록 허용했다. 적의 공격으로 더 이상의 대피가 불가능해질 때까지 4만 명의 미국 시민과 남베트남인이 비행기로 대피했다. 사이공 함락 직전의 마지막 대피 단계인 프리퀀트 윈드 작전에서 군용 및 에어 아메리카 헬리콥터는 대피자들을 연안의 미국 해군 함정으로 실어 날랐다. 이 작전 중 너무 많은 남베트남 헬리콥터가 대피자들을 싣고 온 함정에 착륙하여 더 많은 사람들을 위한 공간을 마련하기 위해 일부는 바다로 밀려났다.
1950년대부터 맹위를 떨치던 베트남 전쟁은 사이공 함락으로 마침내 끝났고, 베트남은 하나의 국가로 재통일되었다. 많은 베트남 대피자들은 인도차이나 이주민 및 난민 지원법에 따라 미국에 입국이 허용되었다. 1975년 법안은 인도차이나 난민 정착을 돕는 데 4억 5천 5백만 달러를 할당했다. 총 13만 명의 베트남 난민이 1975년에 미국으로 왔다. 그 후 몇 년 동안 수천 명이 더 탈출했다. 전쟁이 끝난 후, 포드는 북베트남에 대한 금수 조치를 베트남 전역으로 확대하고, 베트남의 유엔 가입을 막고, 완전한 외교 관계 수립을 거부했다.

### 마야게즈 및 판문점
북베트남이 남베트남에 승리하자 아시아의 정치적 흐름에 상당한 변화가 일어났고, 포드 행정부 관리들은 그 결과로 이 지역에서 미국의 영향력 상실을 우려했다. 행정부는 국제 수역에서 크메르 루주군이 미국 선박을 나포했을 때 자국의 이익에 대한 도전에 강력하게 대응할 의지를 입증했다.
1975년 5월, 사이공 함락과 크메르 루주의 캄보디아 정복 직후, 캄보디아인들이 국제 수역에서 미국 상선 마야게즈호를 나포하여 마야게즈호 사건이 발생했다. 포드는 해병대를 파견하여 선원들이 억류되어 있다고 여겨지는 섬에서 선원들을 구출하도록 했다. 그러나 미군은 예상치 못한 강력한 저항에 부딪혔고, 동시에 미국은 알지 못하는 사이에 선원들이 풀려나고 있었다. 작전 중 군 수송 헬리콥터 3대가 격추되었고 미군 41명이 사망하고 50명이 부상당했으며 약 60명의 크메르 루주 병사들이 사망했다. 미국의 손실에도 불구하고, 구출 작전은 포드의 지지율에 큰 도움이 되었다. 배리 골드워터 상원 의원은 이 작전이 "우리가 아직 이 나라에 용기가 있다는 것을 보여준다"고 선언했다. 일부 역사학자들은 포드 행정부가 이 사건을 소련의 음모로 해석했기 때문에 강력하게 대응할 필요성을 느꼈다고 주장한다. 그러나 앤드루 가우토르프가 2009년에 발표한 연구는 행정부 내부 논의를 분석한 결과, 포드의 국가 안보팀은 이 선박 나포가 미성숙한 크메르 정부에 의한 지역적이며 심지어 우발적인 도발임을 이해했다고 밝혔다. 그럼에도 불구하고 그들은 아시아의 다른 공산주의 국가들의 추가적인 도발을 막기 위해 강력하게 대응할 필요성을 느꼈다.

### 중동
중동과 동부 지중해에서는 포드 대통령 재임 기간 동안 두 가지 국제 분쟁이 위기로 발전했다. 키프로스 분쟁은 그리스가 지원한 1974년 키프로스 쿠데타에 이어 1974년 튀르키예의 키프로스 침공으로 위기로 치달았다. 이 분쟁은 그리스와 튀르키예가 모두 NATO 회원국이었기 때문에 미국을 어려운 상황에 빠뜨렸다. 8월 중순, 그리스 정부는 그리스를 NATO 군사 구조에서 탈퇴시켰다. 1974년 9월 중순, 상원과 하원은 압도적인 표결로 튀르키예에 대한 군사 원조를 중단하기로 결정했다. 포드는 튀르키예-미국 관계에 미칠 영향과 NATO 동부 전선의 안보 악화에 대한 우려 때문에 법안에 거부권을 행사했다. 의회는 두 번째 법안을 통과시켰고, 포드는 이 또한 거부권을 행사했지만, 연말까지 원조를 계속하기로 하는 타협안이 수용되었다. 포드의 예상대로 튀르키예와의 관계는 1978년까지 상당한 혼란을 겪었다.

1975년 잘츠부르크에서 안와르 사다트와 포드

1973년, 이집트와 시리아는 1967년 제3차 중동 전쟁에서 잃은 땅을 되찾기 위해 이스라엘에 대한 합동 기습 공격을 감행했다. 그러나 초기의 아랍의 성공은 욤키푸르 전쟁으로 알려진 이스라엘의 군사적 승리로 이어졌다. 욤키푸르 전쟁의 실제 갈등을 종식시키기 위해 초기 휴전이 이행되었지만, 키신저의 계속된 셔틀 외교는 거의 진전을 보이지 않았다. 포드는 이스라엘의 평화 협정에 대한 "지연"을 싫어했고, "[이스라엘의] 전술은 이집트인들을 좌절시켰고 나를 정말 화나게 만들었다"고 썼다. 1975년 3월 초 키신저의 이스라엘 방문 중, 추가 철수 고려에 대한 막판 번복은 포드로부터 이츠하크 라빈 총리에게 보낸 전보로 이어졌는데, 여기에는 다음 내용이 포함되어 있었다.
협상 과정에서 이스라엘의 태도에 깊은 실망감을 표하고 싶습니다... 협상 실패는 이 지역과 우리 관계에 광범위한 영향을 미칠 것입니다. 저는 전반적인 미국 이익이... 보호되도록 보장하는 것을 목표로 이 지역, 이스라엘과의 관계를 포함한 미국의 정책을 재평가하라는 지시를 내렸습니다. 우리의 결정은 귀하에게 통보될 것입니다.

3월 24일, 포드는 양당의 의회 지도자들에게 중동 정책 재평가를 통보했다. "재평가"는 실질적으로 이스라엘에 대한 추가 원조를 취소하거나 중단하는 것을 의미했다. 1975년 3월부터 9월까지 6개월 동안 미국은 이스라엘과 새로운 무기 협정을 체결하는 것을 거부했다. 라빈은 이를 "미국-이스라엘 관계에서 최악의 시기를 알리는 순진해 보이는 용어"라고 지적한다. 발표된 재평가는 많은 이스라엘의 미국 지지자들을 불안하게 만들었다. 5월 21일, 포드는 76명의 미국 상원 의원들이 그에게 이스라엘의 군사 및 경제 원조 25억 9천만 달러 요청에 "응답적"이 되기를 촉구하는 서한을 보냈을 때 "진정한 충격"을 경험했다. 포드는 정말 짜증이 났고 평화의 기회가 위태로워졌다고 생각했다. 이는 1974년 9월 터키에 대한 무기 금지 조치 이후 대통령의 외교 정책 특권에 대한 두 번째 주요 의회 침해였다. 다음 여름 몇 달은 포드에 의해 미국-이스라엘 간의 "신경전" 또는 "의지의 시험"으로 묘사되었다. 많은 협상 끝에 이집트와 이스라엘 간의 시나이 잠정 협정 (시나이 II)이 공식적으로 서명되었고 원조가 재개되었다.

### 앙골라
1975년 포르투갈로부터 독립한 신생 아프리카 국가 앙골라에서 내전이 발발했다. 소련과 쿠바는 모두 좌파 MPLA를 지원하며 갈등에 깊이 개입했다. 이에 대응하여 CIA는 전쟁에 참여한 다른 두 파벌인 UNITA와 FNLA에 지원을 지시했다. 의원들이 CIA 작전에 대해 알게 된 후, 의회는 앙골라 단체에 대한 지원을 중단하기로 투표했다. 앙골라 내전은 그 후 몇 년 동안 계속되었지만, 전쟁에서 소련의 역할은 데탕트를 방해했다. 외교 문제에서 입법부의 권한이 커지고 있다는 것을 CIA 개입 종식에 대한 의회의 역할이 보여주었다.

#### 남아프리카 공화국
포드 행정부 동안, 미국은 남아프리카 공화국의 핵무기 프로그램을 추진하는 아파르트헤이트 정권으로부터 거리를 두기 시작했다. 그러나 이 시점에는 프로그램이 고도로 발전되어 있었고, 이 정책 변화는 아파르트헤이트 정권의 핵 억지력 개발이라는 궁극적인 목표를 상당히 지연시키기에는 너무 늦었다.

### 인도네시아와 동티모르
1940년대 이래 미국의 정책은 인도네시아를 지원하는 것이었다. 인도네시아는 미국의 석유 및 원자재 투자처였으며, 중요한 해상 운송로 근처의 전략적 요충지를 통제했다. 1975년, 좌파 프레틸린 당이 동티모르 (현재 티모르 레스테)에서 내전 후 권력을 잡았는데, 동티모르는 포르투갈의 전 식민지였으며 인도네시아 지역인 서티모르와 티모르섬을 공유하고 있었다. 인도네시아 지도자들은 동티모르가 인도네시아 내 분리주의 운동을 조장할 적대적인 좌파 기지가 될 것을 우려했다. 다른 주요 정당의 프레틸린 반대 활동가들은 서티모르로 도피하여 인도네시아에 동티모르를 합병하고 공산주의 위협을 종식시킬 것을 촉구했다. 1975년 12월 7일, 포드와 키신저는 자카르타에서 수하르토 인도네시아 대통령을 만났다. 수하르토는 동티모르 침공 계획을 논의했고, 포드와 키신저는 미국이 동티모르에 대해 입장을 취하지 않을 것이라고 밝혔다. 인도네시아는 다음 날 침공하여 동티모르를 합병했다. 피비린내 나는 내전이 발발하여 10만 명 이상이 전투, 처형 또는 굶주림으로 사망했다. 1975년에서 1981년 사이에 동티모르 인구의 절반 이상이 프레틸린 통제 지역을 떠나 난민이 되었다. 나중에 1999년 동티모르 위기의 국제적 개입 후, 동티모르는 2002년 독립 국가가 되었다.

### 해외 순방 목록

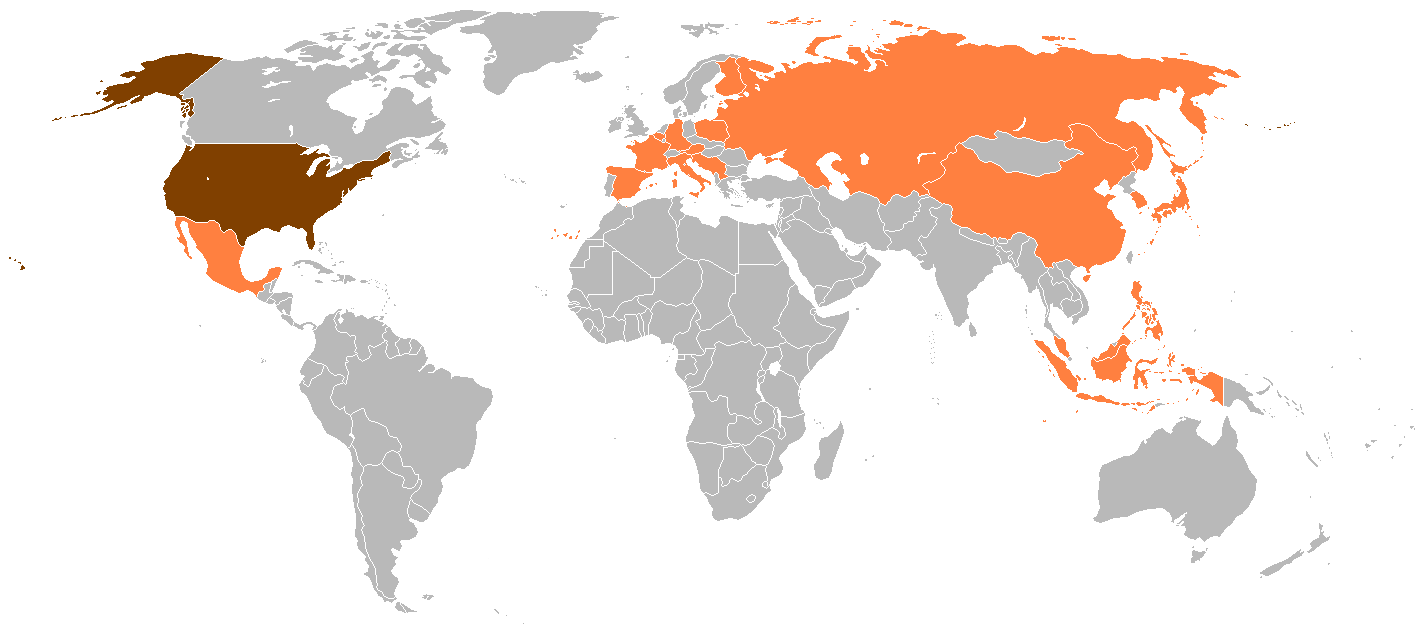
포드는 대통령 재임 기간 동안 18개국에 7차례 해외 순방을 했다.

|   | 날짜                    | 국가           | 위치                       | 상세 |
| - | ----------------------- | -------------- | -------------------------- | --- |
| 1 | 1974년 10월 21일        | 멕시코         | 노갈레스, 마그달레나데키노 | 루이스 에체베리아 대통령과 만나 파드레 에우세비오 키노의 무덤에 헌화했다. |
| 2 | 1974년 11월 19일~22일   | 일본           | 도쿄도, 교토시             | 국빈 방문. 다나카 가쿠에이 총리와 만났다. |
| 2 | 1974년 11월 22일~23일   | 대한민국       | 서울                       | 박정희 대통령과 만났다. |
| 2 | 1974년 11월 23일~24일   | 소련           | 블라디보스토크             | 레오니트 브레즈네프 서기장과 만나 전략 무기 제한에 대해 논의했다. |
| 3 | 1974년 12월 14일~16일   | 프랑스         | 포르드프랑스, 마르티니크   | 발레리 지스카르 데스탱 대통령과 만났다. |
| 4 | 1975년 5월 28일~31일    | 벨기에         | 브뤼셀                     | NATO 정상 회담에 참석했다. 북대서양 이사회에서 연설하고 NATO 국가 및 정부 수반들과 개별적으로 만났다.                                                                                                |
| 4 | 1975년 5월 31일~6월 1일 | 스페인         | 마드리드                   | 프란시스코 프랑코 총통과 만났다. 마드리드 시장 미겔 앙헬 가르시아-로마스 마타로부터 도시 열쇠를 받았다.                                                                                              |
| 4 | 1975년 6월 1일~3일      | 오스트리아     | 잘츠부르크                 | 브루노 크라이스키 총리 및 이집트 대통령 안와르 사다트와 만났다. |
| 4 | 1975년 6월 3일          | 이탈리아       | 로마                       | 조반니 레오네 대통령 및 알도 모로 총리와 만났다. |
| 4 | 1975년 6월 3일          | 바티칸 시국    | 사도궁                     | 교황 바오로 6세와 알현했다. |
| 5 | 1975년 7월 26일~28일    | 서독           | 본, 린츠 암 라인           | 발터 셸 대통령 및 헬무트 슈미트 총리와 만났다. |
| 5 | 1975년 7월 28일~29일    | 폴란드         | 바르샤바, 크라쿠프         | 공식 방문. 에드바르트 기에레크 제1서기와 만났다. |
| 5 | 1975년 7월 29일~8월 2일 | 핀란드         | 헬싱키                     | 유럽 안보 협력 회의 개회식에 참석했다. 핀란드, 영국, 튀르키예, 서독, 프랑스, 이탈리아, 스페인의 국가 및 정부 수반들과 만났다. 또한 소련의 브레즈네프 서기장과도 만났다. 회의 최종 의정서에 서명했다. |
| 5 | 1975년 8월 2일~3일      | 루마니아       | 부쿠레슈티, 시나이아       | 공식 방문. 니콜라에 차우셰스쿠 대통령과 만났다. |
| 5 | 1975년 8월 3일~4일      | 유고슬라비아   | 베오그라드                 | 공식 방문. 요시프 브로즈 티토 대통령 및 제말 비예디치 총리와 만났다. |
| 6 | 1975년 11월 15일~17일   | 프랑스         | 랑부예                     | 제1회 G6 정상회의에 참석했다. |
| 7 | 1975년 12월 1일~5일     | 중화인민공화국 | 베이징                     | 공식 방문. 마오쩌둥 주석 및 덩샤오핑 부총리와 만났다. |
| 7 | 1975년 12월 5일~6일     | 인도네시아     | 자카르타                   | 공식 방문. 수하르토 대통령과 만났다. |
| 7 | 1975년 12월 6일~7일     | 필리핀         | 마닐라                     | 공식 방문. 페르디난드 마르코스 대통령과 만났다. |

## 암살 시도

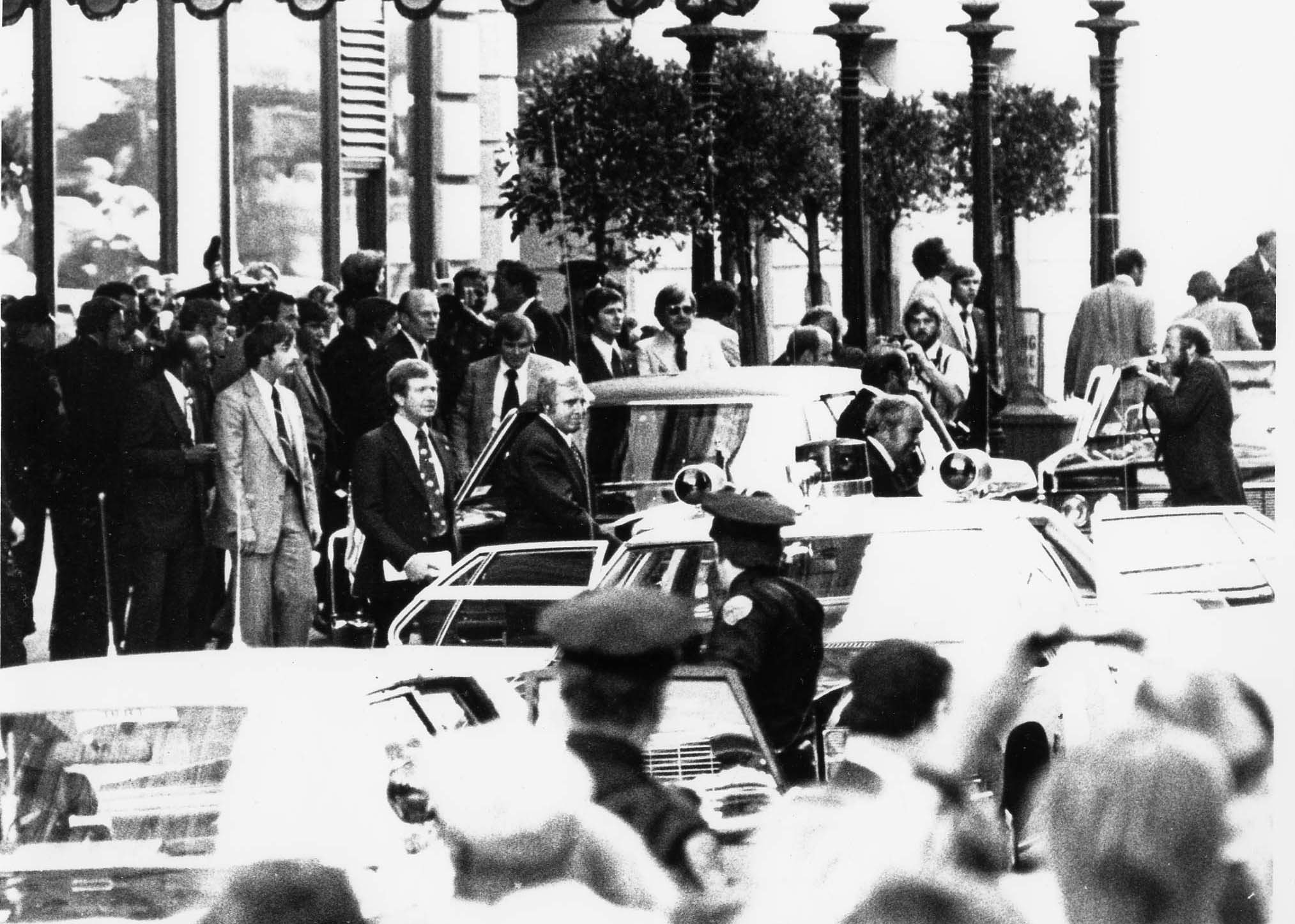
두 번째 암살 시도 직후의 반응

포드는 대통령 재임 기간 중 두 차례의 암살 시도에 직면했다. 1975년 9월 5일, 새크라멘토, 린넷 "스퀴키" 프롬은 찰스 맨슨의 추종자로, .45 구경 콜트 권총을 포드에게 겨누었다. 프롬이 방아쇠를 당기자마자 래리 부엔도르프, 비밀경호국 요원이 총을 잡았고, 프롬은 구금되었다. 그녀는 나중에 대통령 암살 미수 혐의로 유죄 판결을 받아 종신형을 선고받았고, 2009년 8월 14일 가석방되었다.
이 시도에 대한 반응으로 비밀경호국은 포드를 익명의 군중으로부터 더 안전한 거리에 두기 시작했는데, 이 전략은 17일 후 그의 생명을 구했을 수도 있다. 샌프란시스코 시내의 세인트 프랜시스 호텔을 떠날 때, 길 건너편 구경꾼들 속에 서 있던 사라 제인 무어가 .38 구경 리볼버를 그에게 겨누었다. 무어는 한 발을 발사했지만 조준이 빗나가서 맞히지 못했다. 그녀가 두 번째 발을 발사하기 직전, 퇴역 해병대원 올리버 시플이 총을 잡아채 그녀의 총알을 빗나가게 했다. 총알은 포드의 머리 위 오른쪽 약 6인치 지점의 벽에 맞은 후 튕겨져 택시 운전사를 맞혔고, 택시 운전사는 약간의 부상을 입었다. 무어는 나중에 종신형을 선고받았다. 그녀는 32년 복역 후 2007년 12월 31일 가석방되었다.

## 1976년 대통령 선거

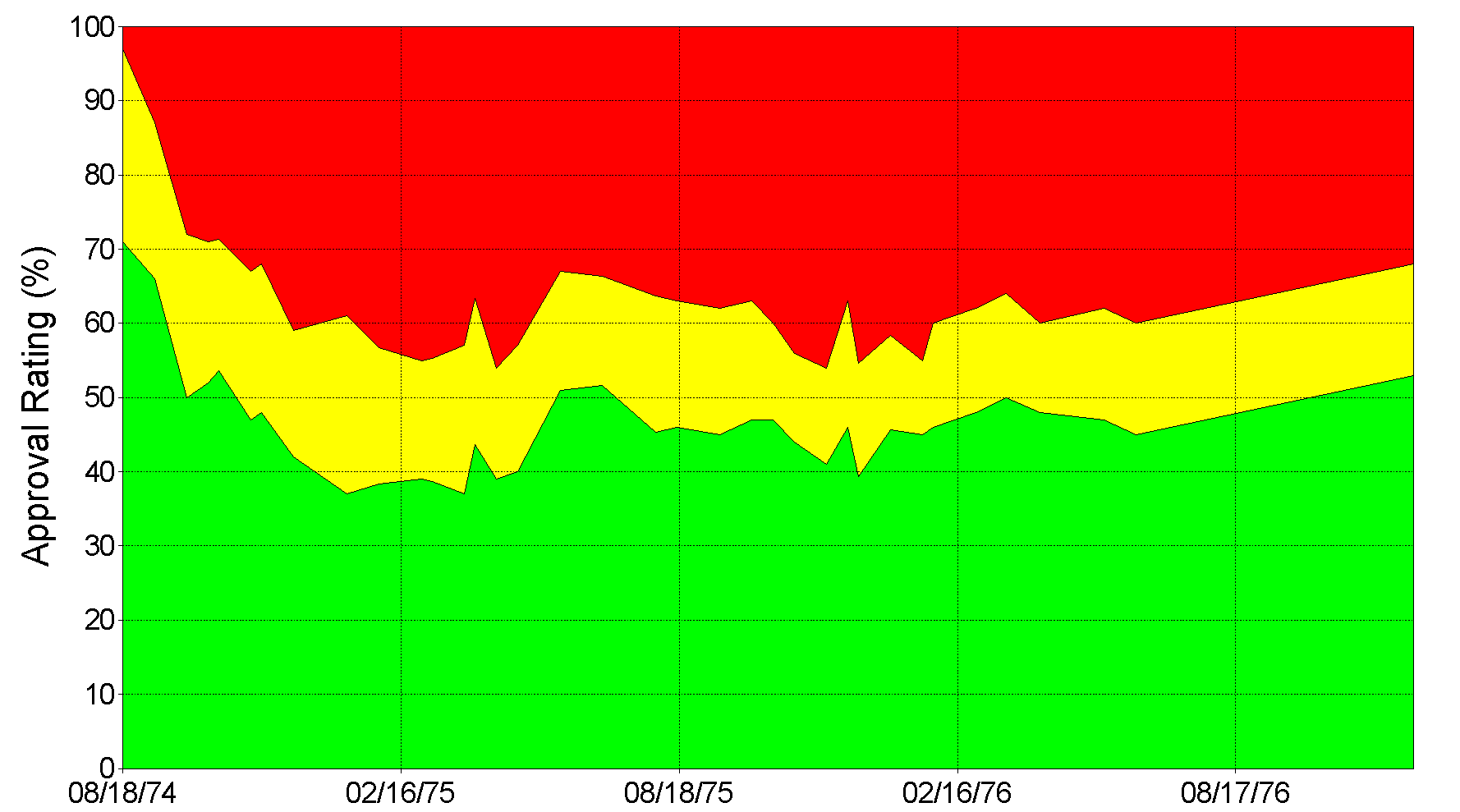
갤럽 여론조사에서 포드의 지지율 그래프

민주당 지미 카터는 1976년 대통령 선거에서 포드 대통령을 꺾었다.

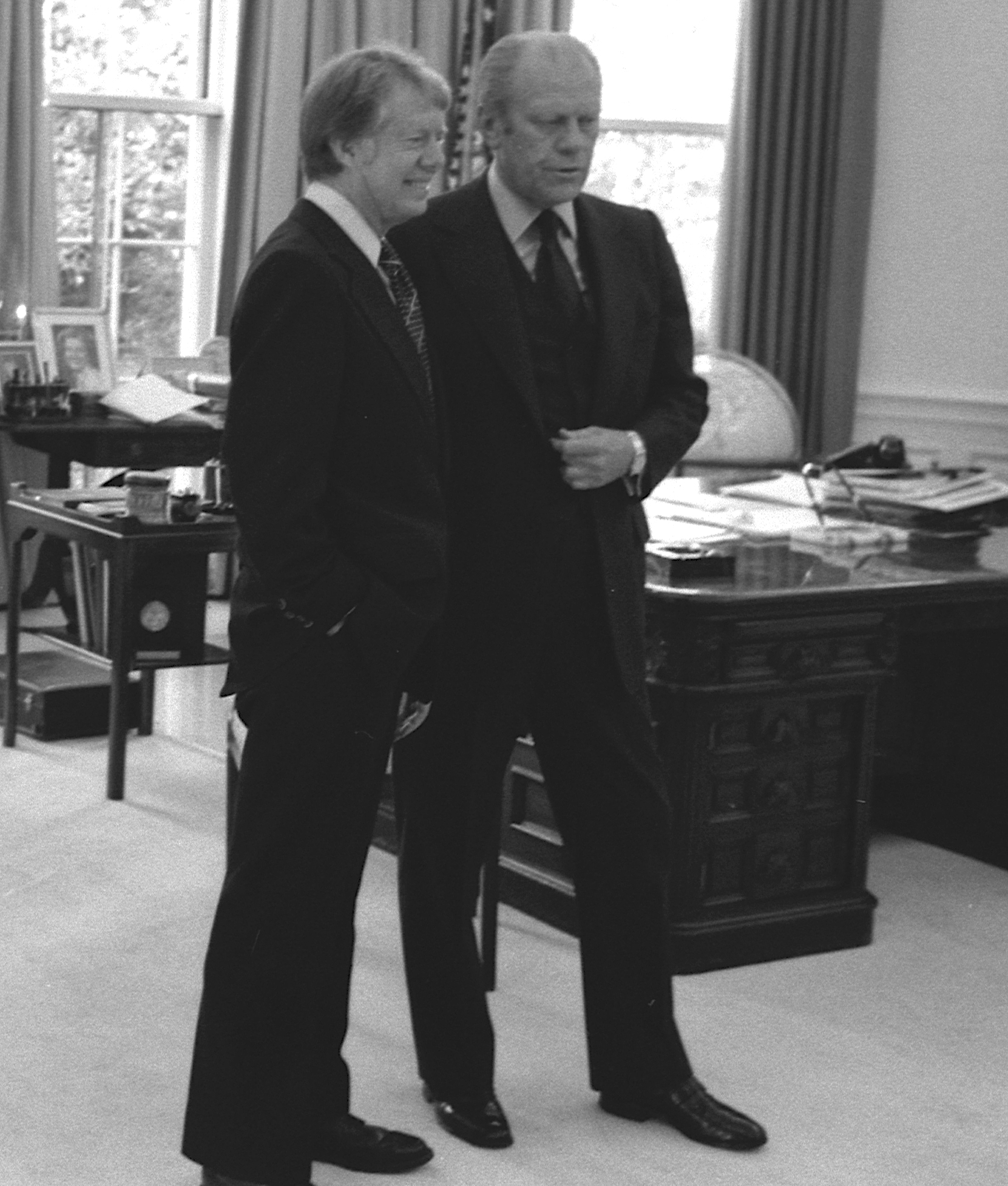
1976년 11월 22일, 오벌 오피스에서 대통령직 인수 논의를 위해 만난 퇴임하는 제럴드 포드 대통령과 당선자 지미 카터

포드는 1975년 중반 자신의 캠페인을 운영할 보 캘러웨이를 선택하면서 첫 번째 주요 결정을 내렸다. 닉슨 사면과 재앙적인 1974년 중간선거는 포드의 당내 입지를 약화시켰고, 경쟁적인 공화당 예비선거의 기회를 열었다. 포드에 대한 당내 도전은 당의 보수파로부터 나왔다. 많은 보수 지도자들은 포드를 그의 정치 경력 내내 충분히 보수적이지 않다고 보았다. 보수 공화당원들은 록펠러의 부통령 선출에 더욱 실망했고, 사이공 함락, 징병 회피자 사면, 데탕트 정책 지속에 대해 포드를 비난했다. 보수주의자들의 지도자인 로널드 레이건은 1975년 가을 자신의 캠페인을 시작했다. 당의 우익을 달래고 레이건의 추진력을 약화시키기 위해 포드는 록펠러가 선거에 출마하지 않도록 요청했고 부통령은 이 요청에 동의했다. 포드는 처음 몇몇 예비선거에서 레이건을 물리쳤지만, 레이건은 1976년 3월 노스캐롤라이나주 예비선거에서 승리한 후 탄력을 받았다. 1976년 공화당 전당대회에 들어서면서 포드와 레이건 모두 예비선거를 통해 대다수 대의원을 확보하지 못했지만, 포드는 충분한 비공약 대의원의 지지를 얻어 대통령 후보 지명을 받았다. 캔자스주 상원의원 밥 돌이 부통령 후보 지명을 받았다.
베트남 전쟁과 워터게이트 사건 이후, 포드는 정부에 대한 냉소와 환멸이 만연한 시기에 선거 운동을 벌였다. 포드는 "로즈 가든 전략"을 채택하여, 대통령다운 모습을 보이기 위해 주로 워싱턴에 머물렀다. 캠페인은 미국 독립 200주년을 앞두고 열린 여러 기념 행사에서 이득을 얻었다. 독립기념일의 워싱턴 불꽃놀이는 대통령이 주재했고 전국에 방송되었다. 매사추세츠주 렉싱턴 콩코드 전투 200주년은 포드에게 콩코드에서 11만 명에게 연설할 기회를 주었는데, 그는 강한 국방의 필요성을 인정하면서도 미국과 "평화에 대한 위협"을 가할 수 있는 사람들 사이의 "화해, 비난이 아닌" 그리고 "재건, 악의가 아닌"을 촉구했다. 전날 뉴햄프셔에서 연설하면서 포드는 거대 정부 관료주의의 증가 추세를 비난하고 "기본적인 미국적 미덕"으로 돌아갈 것을 주장했다.
11명의 주요 후보가 1976년 민주당 예비선거에 출마했다. 예비선거 시작 시점에서 전 조지아 주지사 지미 카터는 전국적으로 거의 알려지지 않았지만, 아이오와 코커스와 뉴햄프셔 예비선거에서 승리하면서 급부상했다. 거듭난 기독교인인 카터는 자신의 개인적인 도덕성과 워싱턴 외부인이라는 지위를 강조했다. 카터는 1976년 민주당 전당대회의 첫 번째 투표에서 대통령 후보 지명을 받았고, 러닝메이트로 미네소타주 상원의원인 자유주의자 월터 먼데일을 선택했다. 카터는 여론조사에서 큰 우위를 점하며 선거 운동을 시작했지만, "나는 마음속으로 여러 번 간통을 저질렀다"고 말한 플레이보이 인터뷰로 큰 실수를 저질렀다. 포드도 TV 토론에서 "동유럽에 대한 소련의 지배는 없다"고 말하여 실수를 저질렀다. 몇 년 후 인터뷰에서 포드는 자신이 소련이 독립을 추구하는 동유럽인들의 정신을 결코 꺾지 않을 것이라는 의미를 전달하려고 했다고 말했다. 그러나 표현이 너무 어색해서 질문자 맥스 프랭클은 그 답변에 눈에 띄게 믿을 수 없다는 반응을 보였다. 이러한 실책으로 인해 포드의 상승세는 멈췄고 카터는 여론조사에서 근소한 우위를 유지할 수 있었다.
결국 카터는 선거에서 승리하여 유효 득표율 50.1%, 선거인단 297표를 얻었으며, 포드는 유효 득표율 48.0%, 선거인단 240표를 얻었다. 포드는 서부에서 압도적인 승리를 거두고 뉴잉글랜드에서도 좋은 성과를 냈지만, 카터는 남부의 많은 지역을 차지하고 오하이오, 펜실베이니아, 뉴욕에서 승리했다. 포드는 패배했지만, 공화당 전당대회와 선거 사이의 3개월 동안 그는 여론조사에서 카터가 33점 앞서던 격차를 2점 차이로 좁혔다.

## 역사적 평가
역사학자와 정치 과학자들의 여론 조사에서는 일반적으로 포드를 평균 이하의 대통령으로 평가했다. 2018년 미국정치학회의 대통령 및 행정 정치 부문 여론 조사에서는 포드를 25번째로 좋은 대통령으로 평가했다. 2017년 C-SPAN의 역사학자 여론 조사에서도 포드를 25번째로 좋은 대통령으로 평가했다. 역사학자 존 로버트 그린은 "포드는 까다로운 정치 환경을 헤쳐나가는 데 어려움을 겪었다"고 썼다. 그러나 그는 또한 "미국인들은 대체로 제럴드 포드가 본질적으로 품위 있고 선량한 사람이며, 백악관에 명예를 가져다줄 것이라고 (그리고 그렇게 했다고) 믿었다. 이러한 정서는 1976년 포드의 승리를 가져오기에는 너무 미약했지만, 그의 대통령 재임 이후에도 대부분의 미국인과 학자들이 여전히 유효하다고 생각하는 평가이다"라고 언급했다.

### 참고 자료
- Brinkley, Douglas (2007). 《Gerald R. Ford》. New York, NY: Times Books. ISBN 978-0-8050-6909-9. short biography
- Greene, John Robert (1995). 《The Presidency of Gerald R. Ford》. University Press of Kansas. ISBN 0-7006-0639-4.
- Herring, George C. (2008). 《From Colony to Superpower; U.S. Foreign Relations Since 1776》. Oxford University Press. ISBN 978-0-19-507822-0.
- Patterson, James (2005). 《Restless Giant: The United States from Watergate to Bush v. Gore》. Oxford University Press. ISBN 978-0195122169.

## 더 읽어보기
- Cannon, James. Gerald R. Ford: An Honorable Life (Ann Arbor: University of Michigan Press, 2013) 482 pp. major biography online review
- Conley, Richard S. "Presidential Influence and Minority Party Liaison on Veto Overrides: New Evidence from the Ford Presidency". American Politics Research 2002 30#1: 34–65. ISSN 1532-673X
- Congressional Quarterly. President Ford : the man and his record (1974) online
- Firestone, Bernard J. and Alexej Ugrinsky, eds. Gerald R. Ford and the Politics of Post-Watergate America (Greenwood, 1992). ISBN 0-313-28009-6.
- Francis, Sandra. Gerald R. Ford : our thirty-eighth president (2009) online; for middle schools
- Greene, John Robert (1992). 《The Limits of Power: The Nixon and Ford Administrations》. Bloomington: Indiana University Press. ISBN 0-253-32637-0.
- Greene, John Robert. Betty Ford: Candor and Courage in the White House (2004). online
- Hahn, Dan F. "Corrupt rhetoric: President Ford and the Mayaguez affair." Communication Quarterly 28.2 (1980): 38–43.
- Hersey, John. Aspects of the Presidency: Truman and Ford in Office (1980).
- Holzer, Harold. The Presidents Vs. the Press: The Endless Battle Between the White House and the Media--from the Founding Fathers to Fake News (Dutton, 2020) pp. 287–293. online
- Hoxie, R. Gordon. "Staffing the Ford and Carter Presidencies." Presidential Studies Quarterly 10.3 (1980): 378–401. online
- Hult, Karen M. and Walcott, Charles E. Empowering the White House: Governance under Nixon, Ford, and Carter. University Press of Kansas, 2004.
- Jespersen, T. Christopher. "Kissinger, Ford, and Congress: the Very Bitter End in Vietnam". Pacific Historical Review 2002 71(3): 439–473. ISSN 0030-8684 Fulltext: in University of California; Swetswise; Jstor and Ebsco
- Jespersen, T. Christopher. "The Bitter End and the Lost Chance in Vietnam: Congress, the Ford Administration, and the Battle over Vietnam, 1975–76". Diplomatic History 2000 24(2): 265–293. ISSN 0145-2096 online
- Kaufman, Scott, ed. A Companion to Gerald R. Ford and Jimmy Carter (2015), a major overview with 30 historiographical essays by scholars; excerpt
- Kaufman, Scott (2017). 《Ambition, Pragmatism, and Party: A Political Biography of Gerald R. Ford》. Lawrence, KS: University Press of Kansas. ISBN 978-0-7006-2500-0. latest full-scale biography
- Maynard, Christopher A. "Manufacturing Voter Confidence: a Video Analysis of the American 1976 Presidential and Vice-presidential Debates". Historical Journal of Film, Radio and Television 1997 17#4 : 523–562. ISSN 0143-9685
- Mieczkowski, Yanek. Gerald Ford and the Challenges of the 1970s (University Press of Kentucky, 2005).
- Moran, Andrew D. "More than a caretaker: The economic policy of Gerald R. Ford." Presidential Studies Quarterly 41#1 (2011): 39–63. Online
- Olmsted, Kathryn. "Reclaiming Executive Power: The Ford Administration's Response to the Intelligence Investigations." Presidential Studies Quarterly 26.3 (1996): 725–737. online
- Parmet, Herbert S. "Gerald R. Ford" in Henry F Graff ed., The Presidents: A Reference History (3rd ed. 2002)
- Reeves, Richard. A Ford, Not a Lincoln (1975), says Ford was out of his depth.
- Rozell, Mark J. The press and the Ford presidency (University of Michigan Press, 1992).
- Schoenebaum, Eleanora. Political Profiles: The Nixon/Ford years (1979) online, short biographies of over 500 political and national leaders.
- Sloan, John W. "Economic policymaking in the Johnson and Ford administrations." Presidential Studies Quarterly 20.1 (1990): 111-125 online.
- Swanson, Roger Frank. "The Ford interlude and the US-Canadian relationship." American Review of Canadian Studies 8.1 (1978): 3–17.
- Tobin, Leesa E. "Betty Ford as first lady: A woman for women." Presidential Studies Quarterly 20.4 (1990): 761–767. online
- Ward, P. S. "Ford and Carter: Contrasting Approaches to Environment." Journal (Water Pollution Control Federation) (1976): 2238–2243. online
- Weidenbaum, Murray. "Regulatory process reform: from Ford to Clinton." Regulation 20 (1997): 20+ online.
- Witcover, Jules. Marathon: The Pursuit of the Presidency, 1972–1976 (1977), online

### 1차 자료
- Public Papers of the Presidents of the United States: Gerald R. Ford: containing the public messages, speeches, and statements of the president (1973–1977) online
- Ford, Gerald (1994). 《Presidential Perspectives from the National Archives》. Washington, District of Columbia: National Archives and Records Administration. ISBN 978-1-880875-04-9.
- Ford, Gerald (1987). 《Humor and the Presidency》. New York: Arbor House. ISBN 978-0-87795-918-2.
- Ford, Gerald (1979). 《A Time to Heal: The Autobiography of Gerald R. Ford》. New York, New York: Harper & Row. ISBN 978-0-06-011297-4.
- Ford, Gerald (1973). 《Selected Speeches》. Arlington, Va.: R. W. Beatty. ISBN 978-0-87948-029-5.
- Ford, Betty (1978). 《The Times of My Life》. New York: Harper & Row. ISBN 978-0-06-011298-1.
- Casserly, John J. (1977). 《The Ford White House: Diary of a Speechwriter》. Boulder: Colorado Associated University Press. ISBN 978-0-87081-106-7.
- Coyne, John R. (1979). 《Fall in and Cheer》. Garden City/N.Y.: Doubleday. ISBN 978-0-385-11119-5.
- DeFrank, Thomas (2007). 《Write It When I'm Gone: Remarkable Off-the-Record Conversations with Gerald R. Ford》. New York: G.P. Putnam's Sons. ISBN 978-0-399-15450-8.
- Gergen, David (2000). 《Eyewitness to Power: The Essence of Leadership》. New York, New York: Simon & Schuster. ISBN 978-0-684-82663-9., by speechwriter
- Hartmann, Robert T. (1980). 《Palace Politics: An Insider's Account of the Ford Years》. New York: McGraw-Hill. ISBN 978-0-07-026951-4., by chief of staff
- Hersey, John (1980). 《Aspects of the Presidency: Truman and Ford in Office (The President: A Minute-by-Minute Account of a Week in the Life of Gerald Ford)》. New Haven: Ticknor & Fields. ISBN 978-0-89919-012-9.
- Kissinger, Henry A. (1999). 《Years of Renewal》. New York: Touchstone. ISBN 978-0-684-85572-1. by Secretary of State
- Thompson, Kenneth, 편집. (1980). 《The Ford Presidency: Twenty-Two Intimate Perspectives of Gerald Ford》. Lanham: University Press of America. ISBN 978-0-8191-6960-0.